# 反對逃犯條例修訂草案運動過程 (2019年12月)
反對《逃犯條例》修訂草案運動在2019年12月仍然持續。
| 2019年          | 尚未開始 | 尚未開始 | 3月至6月 | 3月至6月 | 3月至6月 | 3月至6月 | 7月 | 8月 | 9月    | 10月   | 11月   | 12月 |
| 2020年          | 1月      | 2月至4月 | 2月至4月 | 2月至4月 | 5月      | 6月      | 7月 | 8月 | 9月    | 10月   | 11月   | 12月 |
| 2021年          | 1月      | 2月      | 3月      | 4月      | 5月      | 6月      | 7月 | 8月 | 9-11月 | 9-11月 | 9-11月 | 12月 |
| 2022年1月或以後 |          |          |          |          |          |          |     |     |        |        |        |      |

## 1日

### 「毋忘初心」大遊行

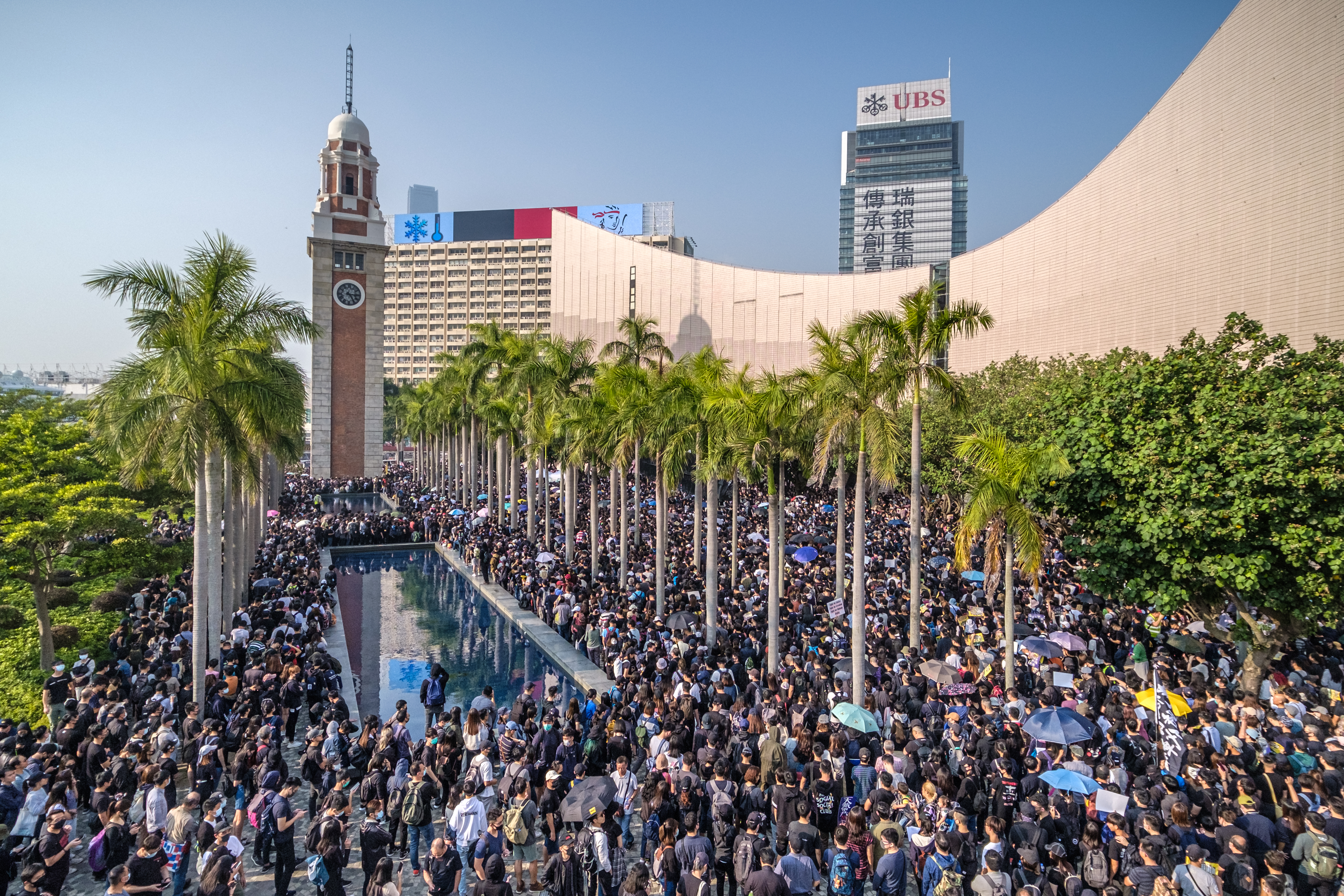
大批參與遊行的市民逼爆在鐘樓和香港文化中心一帶的空地集合

有網民發起「毋忘初心」大遊行，市民在尖沙咀香港文化中心附近集合，下午約3時15分由尖沙咀鐘樓對出空地出發，目的地是紅磡香港體育館。傍晚遊行完畢準備離開，大批防暴警員在黃埔一帶駐守。其間，防暴警闖入黃埔花園1樓平台的私人屋苑範圍，拘捕至少一人，事件惹來大批街坊不滿，開始在附近行人路聚集指罵防暴警。示威者於尖沙咀及紅磡一帶多處堵路，警方在尖東多次發射催淚彈驅散。更有示威者在紅館升起黑色「光復香港」旗幟，并破壞吉野家、優品360及中國移動等店舖，又向港铁黃埔站縱火。

### 尖沙咀快閃唱國歌
有團體早上11時發起到尖沙咀鐘樓快閃唱國歌活動，並稱有逾400人參與。參與者大多手持五星旗揮舞及香港特區區旗，部分人士在臉上貼上五星旗貼紙，展开中華人民共和國國旗，眾人大喊「炎黃子孫，團結一致」口號，並放聲高唱。現場人士在高叫3次「支持警察」後和平散去，快閃活動歷時約10分鐘。

### 感謝美國保護香港大遊行

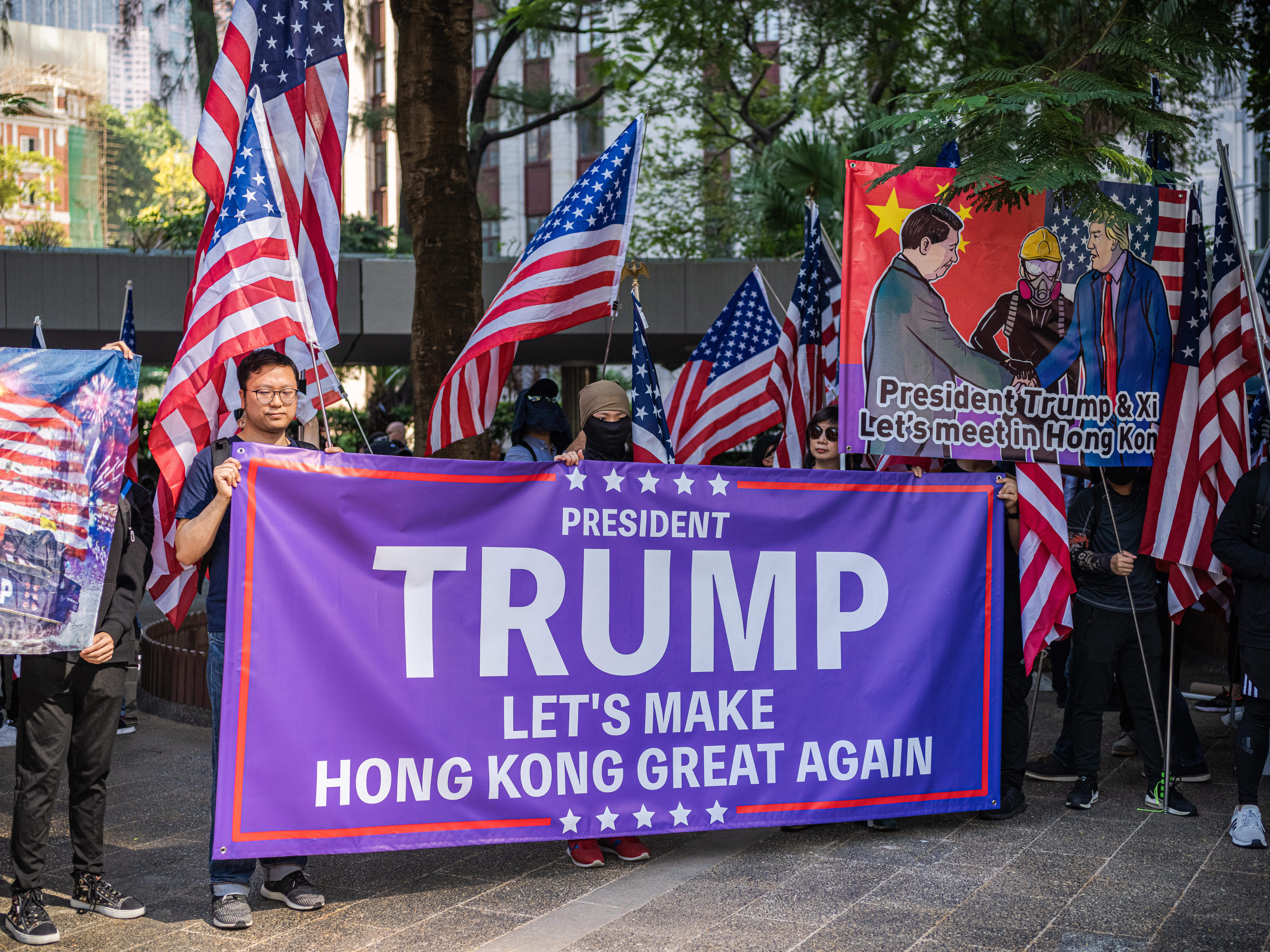
示威者高举标语，印有“让香港再次伟大”口号

「香港自治行動」在中環發起「感謝美國保護香港大遊行」，感謝美國國會和總統特朗普通過《香港人權及民主法案》，下午約2時，大批市民由遮打花園出發，沿下亞厘畢道遊行，再回到起點，沿途有防暴警察戒備及勸喻遊行人士返回行人路，期間有遊行人士指罵防暴警察。隊頭的市民手持美國國旗及特朗普的畫像，不斷高叫口號，亦有人唱美國國歌。有市民戴上特朗普的頭套。

### 「孩子不要催淚彈」大遊行
有任社工的家長發起「孩子不要催淚彈」遊行，促請警方停止放催淚彈，並要求政府檢驗及公開成分，以及處理催淚煙殘留社區問題，發起人表示，訴求「非政見問題，不是藍與黃的問題，是香港人健康、生與死的問題」。

### 入境处就印傭被遭扣留一事回应
由市民自发组织的「Yuli朋友組成的支援組」發出聲明，指入境處以印尼家庭傭工Yuli Riswati忘記續期工作簽證為由，於9月23日上門拘捕，後將她拘留于青山灣入境事務中心，有被遞解出境的可能，聲明还批評有關行動是政治打壓，又指入境處無視Yuli與其僱主的僱傭合約，踐踏了Yuli的工作權和其僱主聘用她的權利。而在早前，Yuli Riswati曾表態支持反修例運動示威者。对此入境處有关人士表示不評論個別個案，但稱處理每宗個案時，入境處均會以不偏不倚、公平公正的態度處理。

## 2日

### 北京政府对美国涉港法案采取反制措施
中華人民共和國外交部发言人华春莹在例行记者会上表示，鉴于美方不顾中方坚决反对，将《香港人权与民主法案》签署成法，中方决定自即日起暂停审批美军舰机赴港休整的申请，同时对美国国家民主基金会、美国国际事务民主协会、美国国际共和研究所、人权观察、自由之家等在反修例风波中“表现恶劣”的非政府组织实施制裁。

### 廣告界罷工集會

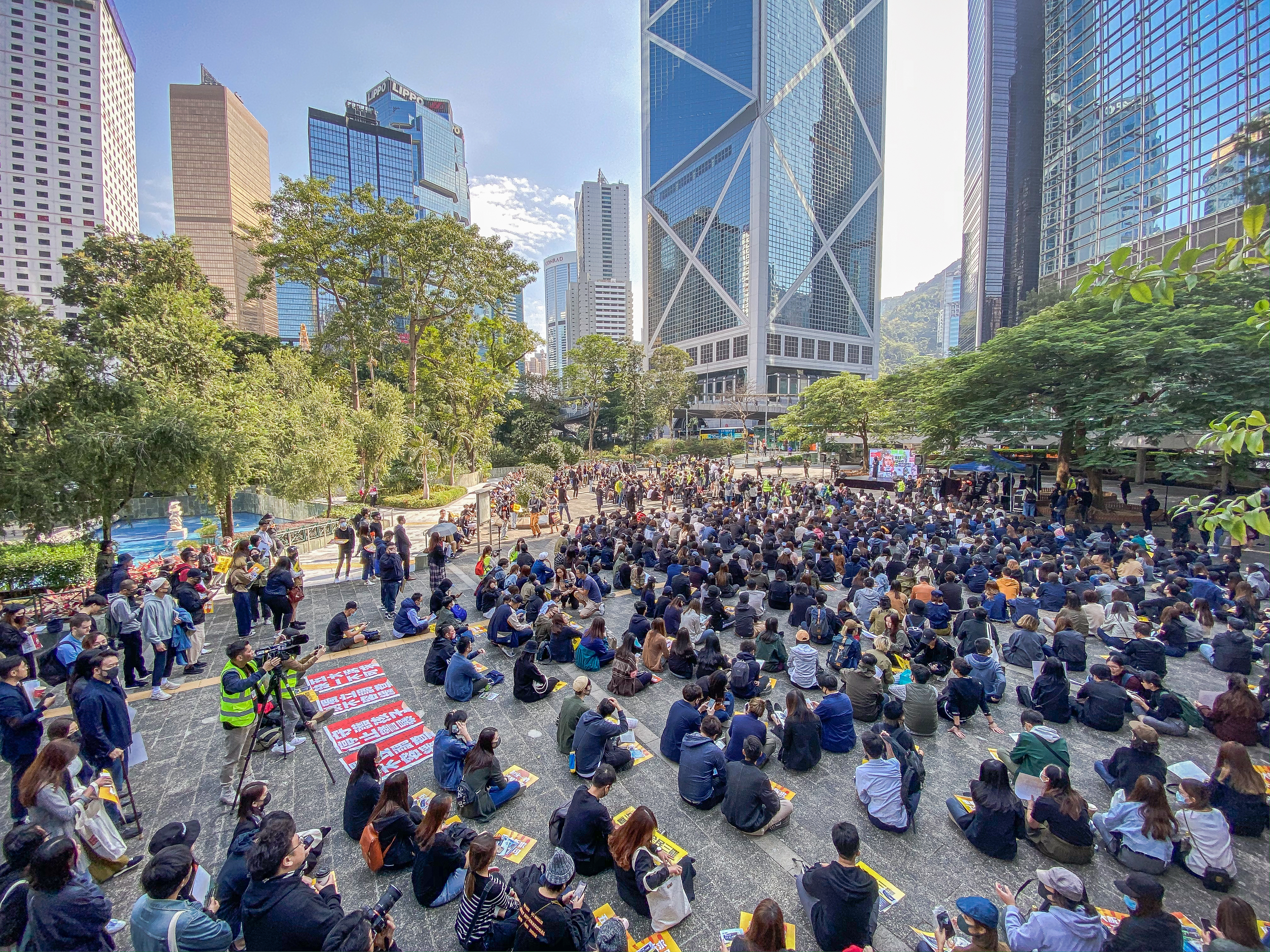
廣告界5天罷工暨12.2集會

廣告界人士12月2日於中環遮打花園舉行「5天罷工同行集會」，為廣告界發起大罷工揭開序幕，宣布於12月2日至6日「不創作、不製作、不con call（視像會議）、不開會、不email」。有集會人士稱自6月參加遊行，8月5日七區罷工，8月底參與製作文宣，她不滿政府未全面回應五大訴求。

### 何君堯倡不讓「犯罪份子」參選立法會選舉
立法會議員何君堯接受《環球時報》訪問時稱，政府要盡快推進司法改革，以及考慮提高選舉門檻，不能讓「犯罪份子」參選。何分析指，非建制派在明年立法會選舉，有可能衝擊多數席位，甚至有可能拿下立法會主席一職。

### 民主派立法會議員倡修改《公安條例》
立法會議員區諾軒聯同朱凱廸提出私人草案，修改《公安條例》第18條及19條有關「非法集結」罪及「暴動」罪控罪定義及最高刑期。條例草案已獲律政司發出證明書，將正式提交立法會。

### 市民抗議入境處拘留签证未續期印傭
30名「Yuli朋友組成的支援組」的成員到灣仔入境事務大樓聲援曾表態支持反修例運動示威者、在港工作十年，后以忘記續期工作簽證為由被捕的印尼家庭傭工Yuli Riswati，並向入境事務主任遞交請願信。有成員高舉「不要被自願遣返」、「停止無理拘留，不要白色恐怖」等標語，要求入境處立即釋放Yuli，並改善被拘留者的羈留情況。

## 3日

### 林郑月娥回应北京政府反制美国涉港法案
在中華人民共和國外交部宣布对《香港人權與民主法案》采取反制措施后，香港行政长官林郑月娥在出席行政会议前会见记者时表示，特区政府对该法案表示强烈反对，认为该法案完全无必要、无理据，亦会按中央政府要求配合及跟进反制美国措施。

### 政府第四輪紓困措施
行政长官林郑月娥在出席行政会议前向传媒说，10月份零售销售总额按年下跌24.3%，为历史新低，香港经济也由此进入严峻局面，特区政府也会在短期内推出新一轮措施纾解民困。

### 反對美國通過香港人權與民主法案遊行
數十名同心護港成員在遮打花園集合，抗議美國政府干預香港內政。他們手持美國總統特朗普的人形紙牌，以及寫有「取消廢法《香港人權與民主法案》」等字句的橫額。不少人揮舞國旗及區旗，有人在臉上貼上國旗貼紙。參加者在高唱國歌後，分開兩批沿花園道遊行至美國領事館，有防暴警員在旁維持秩序。

### 意大利通过涉港決議
在美国通过《香港人權與民主法案》后，意大利國會外交委員會于3日通過決議，要求調查香港「濫用武力」，还要求香港政府釋放被捕示威者，並給出阻止黃之鋒赴意的理由。

### 順利邨「和你唱」後順利紀律部隊宿舍居民威嚇記者

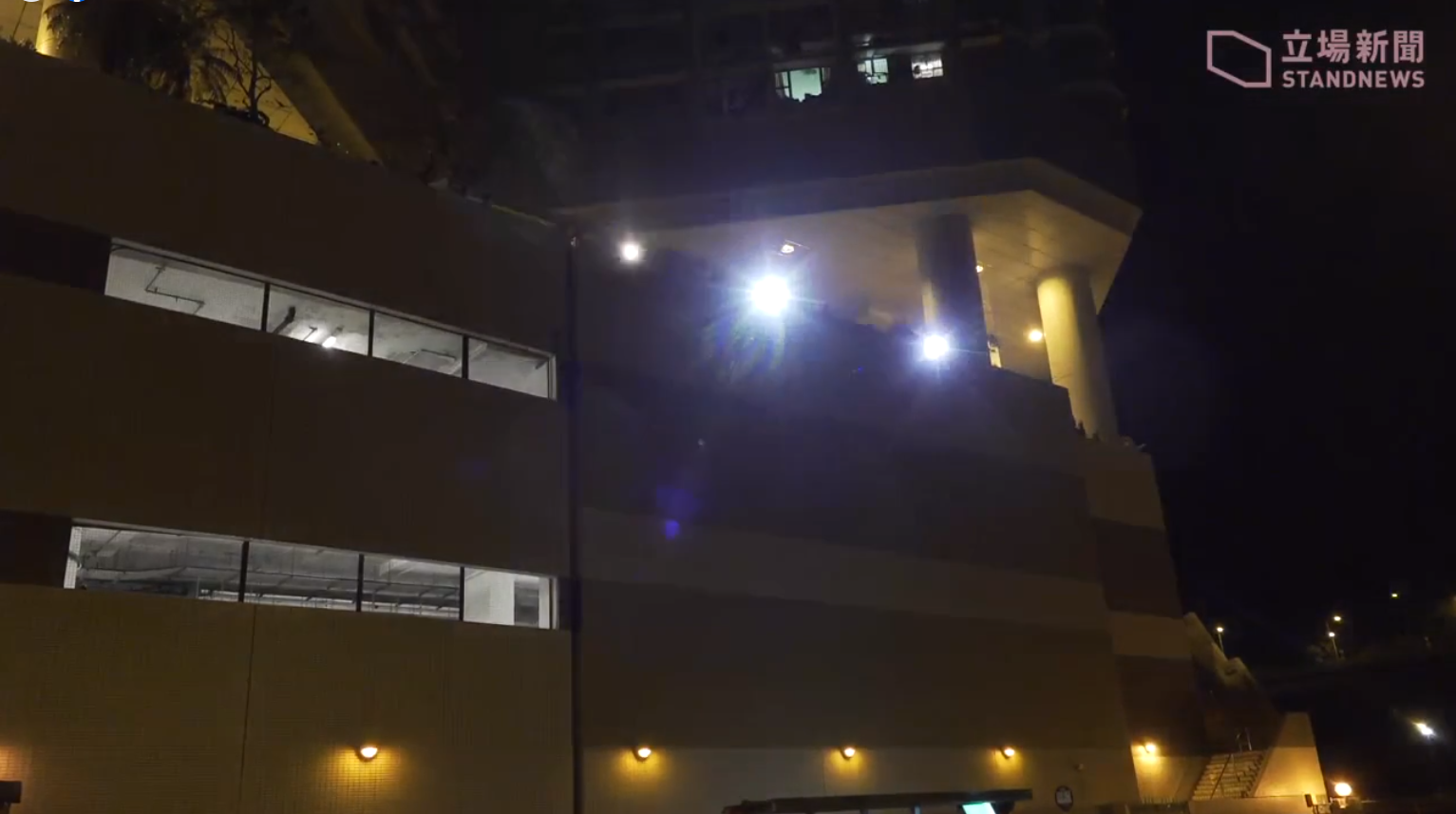
順利紀律部隊宿舍居民在平台上用電筒照向下地面進行採訪的記者，並高叫「黑記，死全家」、「屌你老母」，「宿舍唔俾影相」

晚上8時半，有人發起在順利邨「和你唱」，約有近200人聚集。到臨近11時，一批防暴警察到順利紀律部隊宿舍附近進行搜查，有戴口罩人士被查身份證及搜身後不斷嚎哭，最後沒人被捕。期間紀律部隊宿舍居民在平台上用電筒照向下地面進行採訪的記者，並高叫「黑記，死全家」、「屌你老母」，「宿舍唔俾影相」。居民亦喝鬧在地面路過，身穿黑衣的人士。

### 栗戰書借澳門暗批香港
3日在北京召開澳門基本法20周年座談會，全國人大委員長栗戰書在座談會發言，除了大讚澳門社會穩定、民生改善之外，還就國歌法、基本法23條立法等保護國家安全任務超額完成，還暗批香港搞“司法獨立”等於脫離中國憲法，并指出指出主題雖然是澳門回歸，但香港也要領會，以免港人忽略這些話中話。

## 4日

### 蒙面便衣警在土瓜灣拘捕多名學生
早上7時許，土瓜灣馬頭圍道及農圃道對開路面，有蒙面便衣警及軍裝警員拘捕多名來自鄧鏡波學校的學生。其中一名蒙面女警制服女學生後仍坐在其背上。而當有市民路過舉手機拍照時，隨即被在場警員以「唔好影啦，影乜嘢啊？曱甴堵路你唔影，警察做嘢你影？(別再拍啦，拍甚麼啊？你不拍蟑螂堵路，卻只拍警察執行職務？)」喝罵。據悉共有5人被捕，包括3名男學生、1名女學生及1名47歲男子。警方表示當日早上有十名身穿校服、戴口罩及手套的人士，在土瓜灣馬頭圍道及譚公道交界以雪糕筒堵路，並刑事毀壞三輛巴士。紅磡分區特遣隊警員即場拘捕多名學生。女警坐在女學生的肩膀上制服疑犯方式惹起爭議，部分網民批評警員無人性和冷血。紅磡分區指揮官鍾雅倫否認用過度武力，認為不能單憑一張硬照作結論。

### 叱吒樂壇頒獎典禮取消
香港商業電台宣布取消原定于2020年1月1日举行的《2019年度叱咤樂壇流行榜頒獎典禮》，原因為「未能找到確保當天所有參與者於場外場內安全的方法」。但本届叱咤樂壇流行榜頒獎典禮的「樂迷投票」將繼續進行，「我最喜愛的歌曲」的最後現場投票則改在12月23日至27日進行，主辦方表示仍會以其他形式頒發全數共43個叱咤獎項。

### 2019年国家宪法日
行政长官林郑月娥在出席2019年国家宪法日座谈会时发表致辞时，再次发表当前香港局势的看法。她表示，当前香港特区政府最重要的工作是止暴制乱，尽快恢复社会秩序。她还呼吁香港社会明白「一国两制」在国家制度和治理体系中拥有特殊重要地位，香港市民须共同维护“一国”为本、尊重“两制”的差异，亦必须清楚了解，“一国”是实行“两制”的前提和基础。司法部部長、全國普法辦主任傅政華3日在新聞發布會上也表示，憲法宣傳是在全國範圍內開展，其中也包括香港。

### 天水圍和你跑
有網民發起晚上「天水圍反申請為您跑」活動，參加者晚上8時半於李東海小學門外集合，晚上9時開跑，參加者以小組形式接力，圍繞天瑞徑、天華路不斷跑圈，並指「一日未到終點都不能停」，聲援社會的反修例運動。晚上9時，有約30人出席跑步活動。有參加者認為參與示威消耗體力，跑步能強身健體。

## 5日

### 東九龍和你唱
網民號召晚上在九龍灣淘大商場進行「東九龍和你唱」行動，商場管理公司大為緊張，保安明顯加強。在傍晚6時許，即開場前約1小時已封閉商場兩個近中庭出入口，並派出近10名保安員駐守，但商戶和商場顧客未有受到影響，依然繼續行街購物，有零星店舖提早落閘。直至7時40分，約百多人分別站在2樓及3樓圍欄邊開始大喊連串口號，然後開始唱歌。

## 6日

### 邓炳强赴北京拜访
香港警务处处长邓炳强于6日赴北京进行礼节性拜访，香港警务处副处长（行动）萧泽颐陪同。根据政府公报介绍，访京期间，邓炳强将拜访公安部及国务院港澳事务办公室，与北京相关官员会面，介绍香港的治安情况，并就跨境罪案及警务合作方面进行交流。当天，邓炳强获国务委员兼公安部部长赵克志会见。赵克志在会见中强调中央政府和公安部「将继续支持香港警队严正执法」。邓炳强感谢公安部长期支持香港警方，稱香港警队将万众一心，尽快恢复香港社会秩序。

### 「吸吸可危」集會

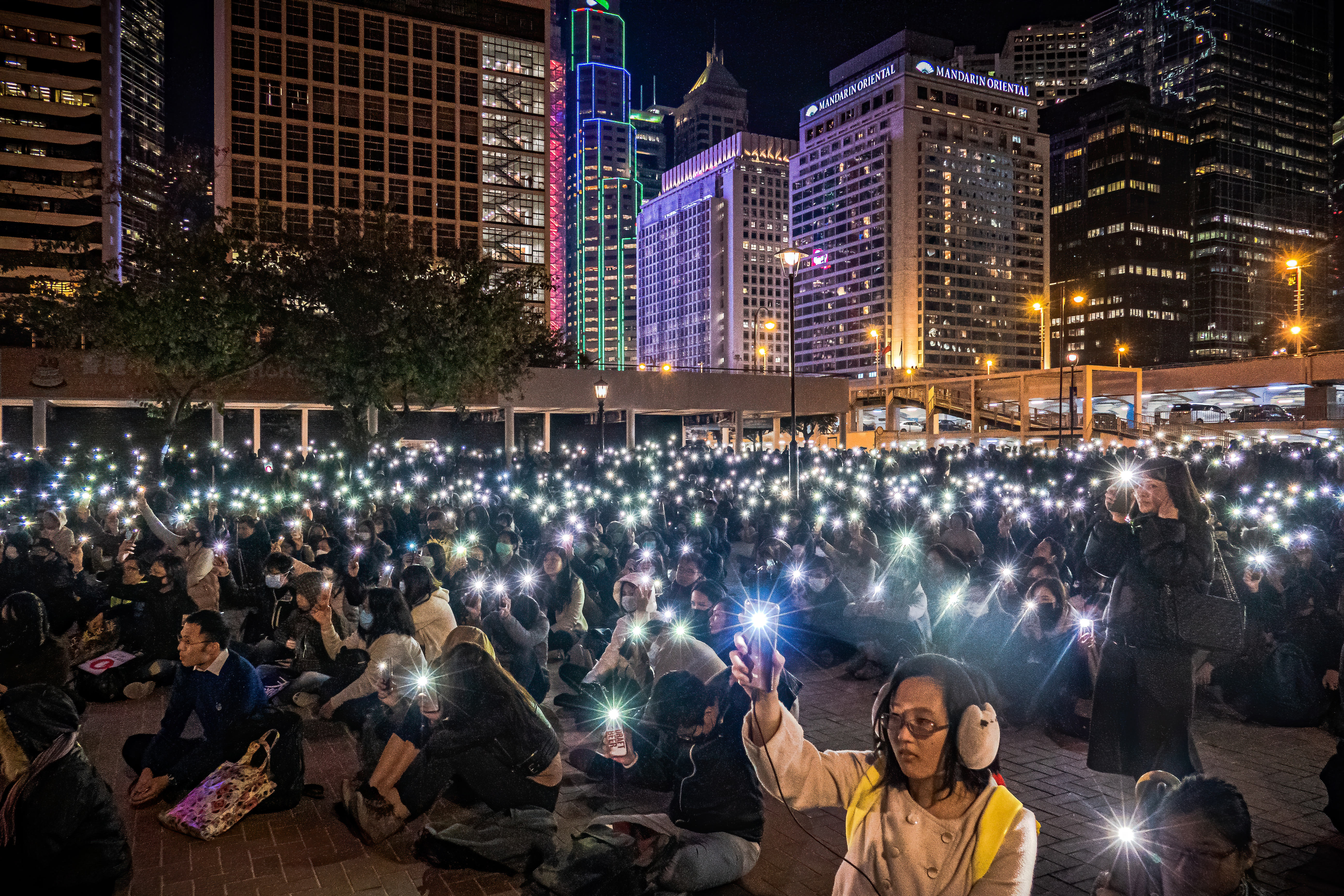
「吸吸可危」集會

有網民在愛丁堡廣場舉行「吸吸可危」集會，不滿警方過去半年使用催淚煙驅散示威者。現場有數百人聚集，有示威者、網民組成民間記者會的代表上台發言，指過去半年市民受到的傷害不只是催淚煙的影響，還有心靈上的影響，主持人批評政府及警方拒絕公開催淚彈成分，損害市民健康。

### 「葵手抗暴，護我青苗」集會
有人發起在葵涌興芳路遊樂場舉辦「葵手抗暴，護我青苗」中學生集會，約下午5時50分，有約150名葵青中學生到場參與，大會首先唱歌，隨後叫口號。集會期間，有一名男子在會場外面被探員帶署，曾一度引起集會人士起哄。另外，葵青區現任及候任民主派區議員上台分享及鼓勵學生堅持民主。

### 立法會委員會通过无约束力议案
立法会教育事务委员会通过无约束力议案，要求香港教育局追究发表煽动仇恨言论以及怂恿学生参与非法集会或暴力事件的教师。
鐵路事宜小組委員會亦通過兩個無約束力議案，分別要求港鐵公開8月31日太子站襲擊事件所有閉路電視片段和定期監測和公布車站內催淚氣體相關污染物濃度。

### 何君堯獲名譽博士學位
早前在10月被英國安格里亞魯斯金大學褫奪榮譽法學學士學位的立法會議員何君堯。獲中國政法大學頒發名譽博士學位，以表彰他在法律界的卓越貢獻及成就。

## 7日

### 愛國護港大集會

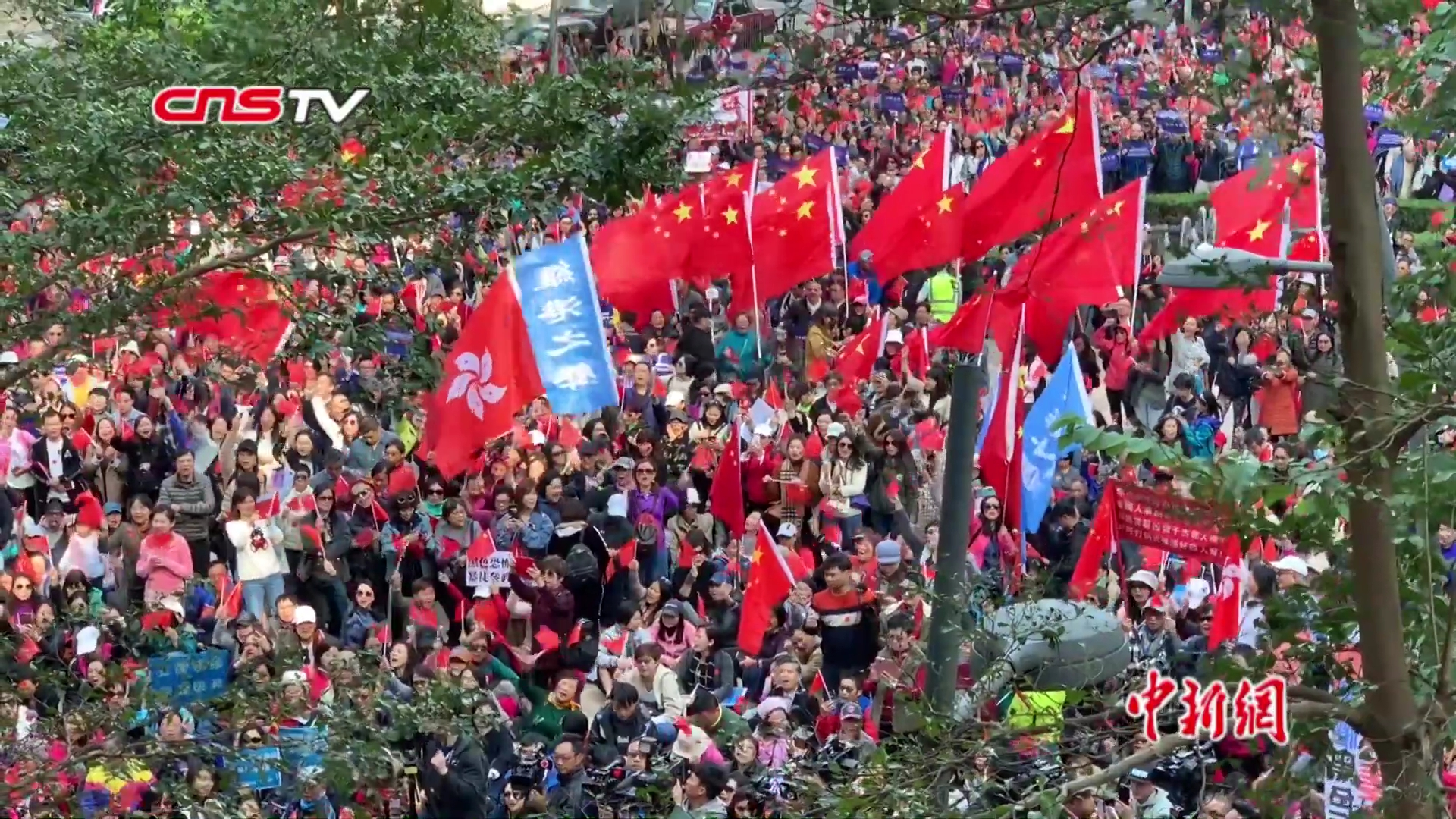
由中国新闻社拍摄的爱国护港大集会现场

有愛國團體于当天下午於灣仔港灣道花園舉辦“愛國護港大集會”，要求重新點算區議會選舉票數，增加透明度及促請調查選舉舞弊。其中，民政事務局公共事務論壇成員高松傑講述早前在九龍塘清理路障的情況，更呼籲其他人「反三罷」。期間有TVB女記者採訪期間，被集會人士質疑身份，現場一度叫囂指罵，有人高舉一張「我們討厭假新聞」標語，遮擋鏡頭。另有大公報、香港01、端傳媒等記者亦受滋擾。

### 杨洁篪與蓬佩奥通电话
中共中央政治局委员、中央外事工作委员会办公室主任杨洁篪與美国国务卿蓬佩奥通电话。杨洁篪表示，美方允许《香港人权与民主法案》成法，是对中国内政的粗暴干涉，严重违反国际法和国际关系基本准则，严重违背中美两国人民和国际社会的意愿。中方对此表示坚决反对和强烈谴责。

### 聲援被驅逐出境印傭集會
有巿民下午在愛丁堡廣場舉行集會，聲援一名在港工作期間被驅逐出境的印傭Yuli，批評政府打壓抗爭者，特別是外傭連言論自由及政治參與自由亦被剝削，期間有人舉起標語、高叫口號及寫明信片，並要求入境處及政府交代事件。

### 美籍銀行律師被指襲警被捕
37歲的美籍投資銀行高層律師森姆菲臘貝克特（Bickett Samuel Phillip），在港鐵銅鑼灣站內被當休班警俞樹生追截跳閘男子期間搶奪其警棍和襲擊身體，被控普通襲擊罪和襲警罪，12月9日於東區裁判法院提堂。他獲准以10000港元保釋，離港的前24小時內需通知警方，案件押至於2020年2月4日再訊。到2021年7月6日被裁定一項襲警罪成，判囚4個月2星期。他對定罪不滿，並提出上訴至高等法院。上訴方指出律師認為持警棍的人危險，加上無法辨應對方是否休班警和沒有出示委任證下，因而懷疑其身分，強調襲警只為「自衞」。同時案發期間另一名外國人在現場兩度問休班警「Are you popo？」，休班警在短時間內先後回答「No」及「Yes」，認為難以相信休班警的說法。不過法官反駁武器「只是一支棍，不是一支槍」，並指襲警是不合理的事情。
其後他就案件提出上訴，到2022年2月9日，高等法院法官杜麗冰駁回上訴，他須即時服刑。法官指出事發時間短暫，形容當時休班警「以寡敵眾、處境危險」，亦指便衣警員使用的武力屬合理，拒絕接納上訴人自衛的說法，同時認為刑期非過重。法官亦質疑為何當時有份協助的荔枝角收押所總懲教主任盧志強會獲得好市民獎。上訴人親友宣判後代上訴人發表聲明，表明會繼續上訴，又感激支持和關注他的香港人。同年3月23日，他在社交媒體表示自己在赤柱監獄獲釋後，同日轉往入境處羈留中心並送上飛機。之後在土耳其伊斯坦堡轉機往美國時，土耳其官員稱是因為香港政府的要求，拒絕交回其護照。

## 8日

### 民陣人權日遊行

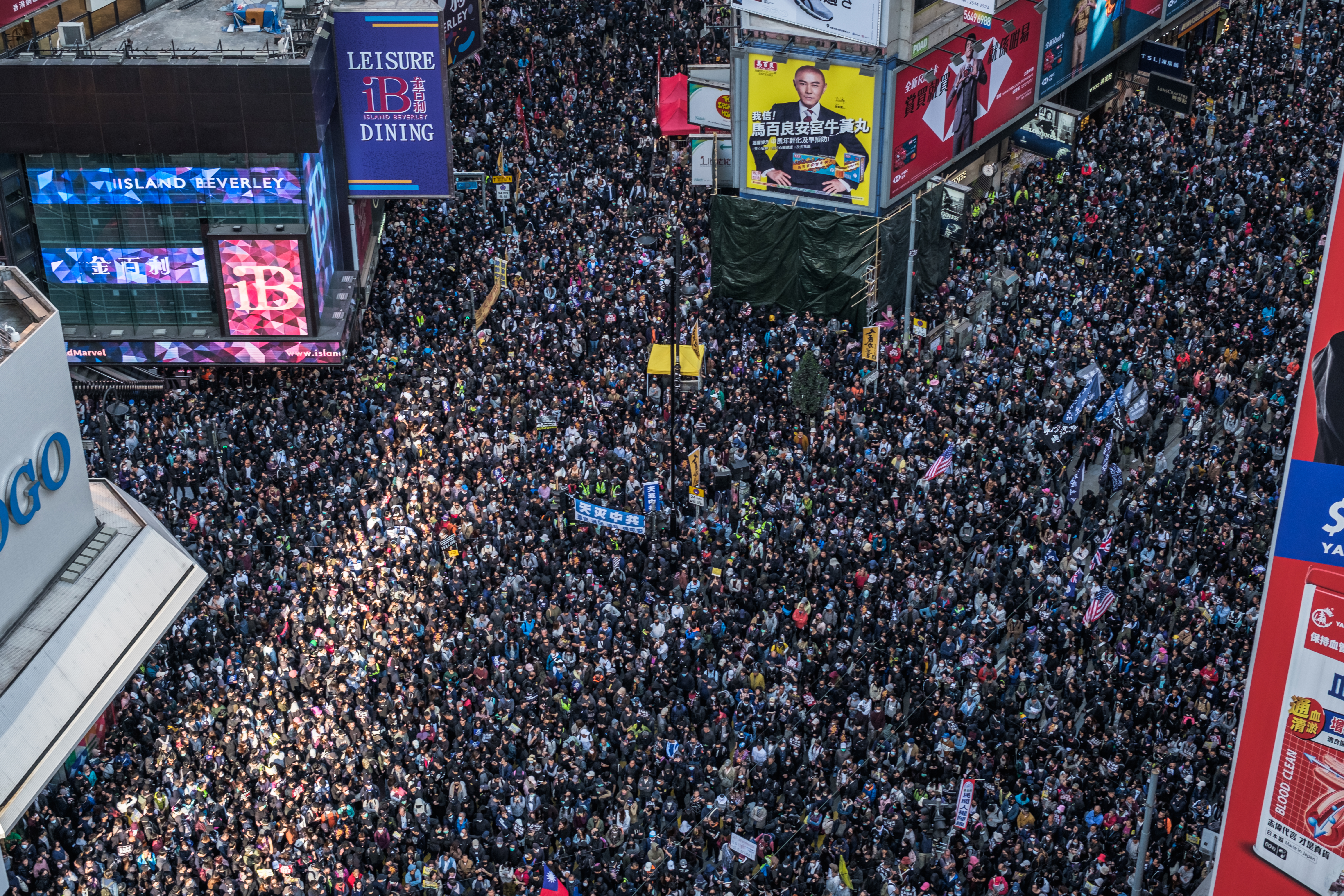
民陣人權日遊行期间的人潮

民間人權陣線計劃於12月8日發起國際人權日遊行，由維多利亞公園中央草坪出發，遊行到遮打道行人專用區。民陣證實，已獲警方發出不反對通知書。根據不反對通知書資料顯示，獲批的遊行路線是由維園中央草坪出發，經高士威道、軒尼詩道、金鐘道、德輔道中，最後以遮打道行人專用區為終點。遊行大致和平進行，惟灣仔軒尼詩道的集友銀行及Starbucks仍被暴力示威者「裝修」破壞。
民陣指有80萬人參加遊行，警方就指高峰期有18.3萬人。

### 高等法院及終審法院遭縱火
游行期間，高等法院及終審法院先後遭縱火。对此，律政司發聲明表示特區政府絕不姑息任何違法暴力行為。

### 警方检获真枪
有组织罪案及三合会调查科突击搜查香港岛及九龙多个目标地点，搜出2件避弹衣、一把半自动手枪、子弹、军刀等，并拘捕11人，涉嫌管有危险品、管有违禁武器及非法集结，警方稱情報顯示有人打算於12月8日遊行期間以槍械製造混亂。

### 周梓樂追思會
「周同學離世一個月追思會」下午在香港科技大學廣場舉行，悼念區內放置了白花、蠟燭、花牌、亦有不少人留言悼念。眾人一同默哀5分鐘，其後祈禱及唱詩，有人哀傷落淚。

## 9日

### 三罷行動
有網民號召發動新一輪「三罷」及升級版「黎明行動」，由早上六時起在大埔、沙田、屯門、荃灣、觀塘、深水埗、黃大仙、將軍澳、油尖旺、灣仔十區發起示威，稱以此癱瘓社會運作，並對政府不回應五大訴求以示不滿。部分地區曾經有人堵路，港鐵有部分路軌曾有雜物，不過交通大致未有受阻，多區都有防暴警員戒備及截查途人。港鐵和九巴均表示，今日會靈活調動車務，以應對突發狀況。

### 法庭提堂
- 警方落案起訴2男1女，2020年6月3日於西九龍裁判法院提堂。

17歲曾姓學生，17歲陳姓少女及20歲杜姓售貨員被控1項在公眾地方造成阻礙罪，指他們於2019年12月9日在旺角洗衣街與山東街交界，與他人放置木板、道路標筒及其他物件。杜另被加控1項管有攻擊性武器或適合作非法用途的工具，指他同日在豉油街25至31號外攜有一把扳手。
被告暫時毋須答辯。裁判官批准三人以2000至3000元保釋，除了宵禁令及禁足令禁足案發一帶外，亦被禁離港，並須交出旅遊證件、每周往警署報到1次及居於報稱地址。
案件押後至7月16日再訊，以待辯方索取文件及給予法律意見。
其後17歲曾姓被告在2020年6月13日在旺角彌敦道遭截查，被發現違反宵禁令及禁足令，案件當日於西九龍裁判法院提訊。裁判官警告被告勿以為保釋條件係可以無視，或者係無牙老虎，要嚴肅看待，否則會好後悔，並給予被告多1次機會，繼續批准其保釋，但要求被告需每天到警署報到。
杜姓被告其後承認在公眾地方造成阻礙罪，餘下的管有攻擊性武器或非法用途的工具罪則獲控方不提證供起訴，2020年9月29日在西九龍裁判法院判刑。裁判官考慮被告初犯、涉案路段非主要幹道所造成影響有限等因素，判罰被告160小時社會服務令。
而同案另涉一對同為17歲曾姓學生和17歲陳姓少女，就否認在公眾地方造成阻礙罪。控方指本案共6名證人，並有10分鐘片段呈堂。案件未定審期，押至11月17日作審前覆核，兩名被告續准保釋候訊。
- 警方在國際人權日遊行前數小時在各地進行大搜查，拘捕5名男子，搜出手槍、彈匣、逾百發子彈、軍刀及爆竹等物品，是首次檢獲與遊行活動有關的真槍。

五名被告：黃振強（21歲，無業）、吳智鴻（23歲，工程人員）、張俊富（22歲，公開大學學生）、張銘裕（20歲，無業）及嚴文謙（21歲，報稱IVE學生），被控一項串謀有意圖而傷人罪，吳智鴻被控一項無牌管有槍械及彈藥及一項管有攻擊性武器及其他適合作非法用途的工具罪；張俊富被控一項管有攻擊性武器及其他適合作非法用途的工具罪，2019年12月9日在東區裁判法院提堂。下午由密封式的飛虎隊警車押送至法院時，有近20名警員及警犬在場，亦有衝鋒隊持槍戒備。約2時半，有約40市民到庭想進入法庭，庭外一度「打蛇餅」，他們進庭時亦需要進行安檢手續，包括要經金屬探測器掃身及搜袋。有警員向市民呼籲，不可帶雨傘、水樽、火機及利器等物品進入庭。
控罪指，五被告涉於今年12月8日，在香港與其他人串謀非法及惡意傷害香港警務人員，意圖使他身體受到嚴重傷害。報稱任工程人員的被告吳智鴻，另被控同日在北角富嘉閣某單位管有一支手槍、四個彈匣及106發子彈，而他沒有持槍械及彈藥的管有權牌照或經營人牌照。他在同一單位，管有攻擊性武器及其他適合作非法用途的工具，即一把武士刀及兩把軍刀，意圖作非法用途使用。公大學生張俊富，則被指在上述日期，在荃灣致利工業大廈某單位，管有攻擊性武器及其他適合作非法用途的工具，即一盒爆竹、一盒煙花、11枝伸縮棍、一枝雷射筆、四枝辣椒噴霧，及一盒裝有13件避彈衣陶瓷板，意圖作非法用途使用。
5名被告暫時毋須答辯，案件押後至2月18日再提訊，以候控方作DNA等科學鑑證；黃振強、吳智鴻、及張俊富，被拒保釋，還押懲教署看管；餘下兩被告張銘裕及嚴文謙，則分別准以8千及1萬元保釋，期間不得離開香港，並須守每晚10時至早上6時的宵禁令。
警方後來拘捕18歲男子蘇緯軒，他涉嫌和與黃振強、吳智鴻、張俊富、張銘裕、嚴文謙及其他人，串謀非法及惡意傷害警務人員。因在Telegram程式中查到聯絡方式，蘇緯軒也涉及2019年12月20日大埔開槍事件和2018年非法管有軍火，被控一項意圖危害生命而管有槍械罪。目前還押中。
警方根據手機程式Telegram的通訊紀錄追查後，再拘捕一名無業男子。2020年1月18日在東區裁判法院提堂，暫毋需答辯。33歲被告彭軍壕，被控一項串謀有意圖而傷人罪，他被控於去年12月8日在香港，與黃振強、吳智鴻、張俊富、張銘裕、嚴文謙及蘇緯軒及其他人，串謀非法及惡意傷害香港警務人員，意圖使該香港警務人員身體受嚴重傷害。裁判官批准控方申請，將案押後至2月18日，以等候警方進一步調查，包括為所搜出的槍械及爆炸品進行檢驗，同案其他被告已排期於同日再訊。裁判官拒絕被告保釋，需還押。

## 10日

### 禁蒙面法正式失效
政府就《緊急情況規例條例》與《禁止蒙面規例》被裁定違憲申請上訴，但原訟庭早前頒令，暫緩原訟庭的判令至11月29日。其後律政司再向上訴庭申請延長暫緩生效至上訴有結果為止。不過，上訴庭在收取與訟雙方書面陳詞後，12月10日決定拒絕律政司的要求，換言之原訟庭的頒令由今日起生效。

### 國際人權日集會
公民社會發展資源中心發起於金鐘連儂牆舉行國際人權日集會，參與人士呼叫「Fight for Freedom, Stand with Hong Kong」等口號，又揮舞「光復香港，時代革命」旗幟。

## 11日

### 監警會國際專家因調查權力不足宣布退出
《華爾街日報》報導，受聘於獨立監察警方處理投訴委員會的5名國際專家發聲明指監警會的權力、能力及獨立調查能力不足，無法滿足香港市民的要求，國際專家小組決定退出調查，又建議另設獨立調查。監警會未正面回應國際專家小組是否請辭，稱專家組已完成首階段工作，非常感謝參與及建議並會慎重考慮，首階段性報告由「專案組」撰寫，旨在陳述事實。
12月7日接受深圳衛視專訪時表示不認同監警會權力不夠的監警會主席梁定邦，在國際專家組退出後對now新聞台承認監警會法定權力不足，相信行政長官林鄭月娥亦知悉，不準備向她提出要求擴大權力，稱「做得幾多得幾多」。副主席謝偉銓就否認專家組為請辭，稱他們是完成第一階段工作，監警會提交中期報告後會再檢視下一步行動。
早前宣布考慮成立獨立檢討委員會的政府繼續堅持由監警會調查反對逃犯條例修訂草案運動中對香港警隊的批評，拒絕依民間五大訴求之一成立獨立調查委員會。針對公民黨議員陳淑莊形容國際專家小組「跳船」是「摑政府一巴」，政務司司長張建宗說獨立檢討委員會旨在找出深層次矛盾，不同於獨立調查委員會，政府對後者立場清晰，不會像錄音機般回覆。

### 政府否認向落選建制派議員提供公職
2019年12月9日，《星島日報》一篇專欄文章指林鄭月娥向區議會選舉中落選的建制派參選人提供公職工作，例如撲滅罪行委員會及扶貧委員會的委員。林卓廷批評有關做法等同以公職作政治酬庸。12月11日，政府發出新聞稿否認向落選建制區議員提供高薪及補貼以出任公職。

### 德信中學老師爆粗罵學生「曱甴」
網上流傳一條錄音，指一名在德信中學任教的老師，疑不滿學生表現，以粗言侮鬧學生，更以「曱甴」稱呼學生及示威者。德信中學承認，涉事老師在處理班內的學生違規行為時，運用了不恰當例子及不當言詞，透露該老師已即時在課堂內向全體同學表示歉意，校方強調不認同該老師的言詞及例子，將就事件作出紀律研訊，並將結果呈交法團校董會。

### 譴責何君堯動議無人反對下交調查委員會跟進
立法會議員郭家麒及毛孟靜分別在立法會提出動議譴責何君堯，指控他於7月21日元朗襲擊事件支持向市民施襲的白衣人及握手，涉嫌教唆犯罪；又在10月15日發表「食慣洋腸」論，涉嫌歧視，兩者均屬行為不檢。建制派有足夠票數停止此動議卻沒有試圖停止，最後在包括建制派在內無一人提出「不得就譴責議案採取行動」反對下，動議交專責委員會調查跟進。
此前兩項彈劾陳淑莊及邵家臻的議案被否決，而否決前何君堯發言時批評建制派「一盤散沙」，又指自己的發言「冒好大的險」，因稍後辯論譴責他的議案時「要隊友撐」。

### 愛港之聲特首辦請願
團體「愛港之聲」遊行到香港行政長官辦公室請願，希望政府撥亂反正，重建和平社會，於亂局中找出良方妙策，使香港走出困局。有數十人揮舞中華人民共和國國旗和展示撐警標語。召集人高達斌指，當局應嚴懲「出賣國家」的公務員，又指中大和理大校園被破壞是校方失職，校方應「一人做事一人當」自行復修被損毀的校園，不應由納稅人負擔。

### 英國領事館請願
在英國駐港總領事館外紮營的留守青年舉行集會，要求英方廢除《中英聯合聲明》。晚上7時45分，約100人聚集領事館門外，部分人手持英國國旗和香港旗，英國駐港領事館派員接信。大會指將公布一份關於英國外交部回信，提及《聯合聲明》、BNO地位及解決香港問題的建議。

### 醫療界集氣大會
醫療業界舉行集會，宣傳各醫療界的工會及圍結業界力量。醫管局員工陣線籌委羅卓堯指出今次集會是希望吸引一眾「和理非」出來，加入工會以守護醫護專業和病人權益。

### 「和你寫」行動
有網民發起在觀塘及銅鑼灣舉行「和你寫」活動。觀塘駿業街遊樂場有市民自發派發聖誕卡，呼籲在場人士寫信給或要在獄中過聖誕的被捕人士。銅鑼灣時代廣場下午亦有大批市民聚集寫賀卡，人群約下午1時步行往崇光百貨，在商場對出叫口號，並高舉和聖誕有關的海報和公仔等。下午1時半，遊行人士走到維園，在工展會場外高呼口號。

### 三辆巴士遭破坏
当晚8时，三名示威者于旺角亞皆老街匯豐銀行附近按动三辆九巴的紧急掣，并用榔头打破车身玻璃。而示威者已被警方逮捕。

### 長沙灣一餐厅遭人投擲汽油彈
当晚11时，長沙灣元州邨一間元氣壽司分店遭人投擲汽油彈，亦遭示威者噴上「721」、「831」等字眼。

### 張曉明於人民日報撰文
張曉明於《人民日報》撰文指反修例運動暴露出香港在政治、經濟和社會等各方面的深層次矛盾和問題。

## 12日

### 牛頭角站遭破坏
凌晨近1時，港鐵牛頭角站遭示威者投擲汽油彈，閘外一間美心西餅分店及閘內兩條電梯起火，並破壞大堂的售票機及八達通增值機等設施。港鐵職員隨即用滅火筒將火救熄，閘機亦遭擊毁及刮花。港铁公司随后表示對此等非法行為予以嚴厲譴責，并保留對有關人士作出追究的權利。

### 屯門中學生集會
屯門區有中學生傍晚在新墟獅子會球場集會，聲援修例風波中被捕的學生，約300人參加。他們高叫口號，又為離世的示威者默哀，亦有學生不時揮舞旗幟。

### 「齊上齊落」集會

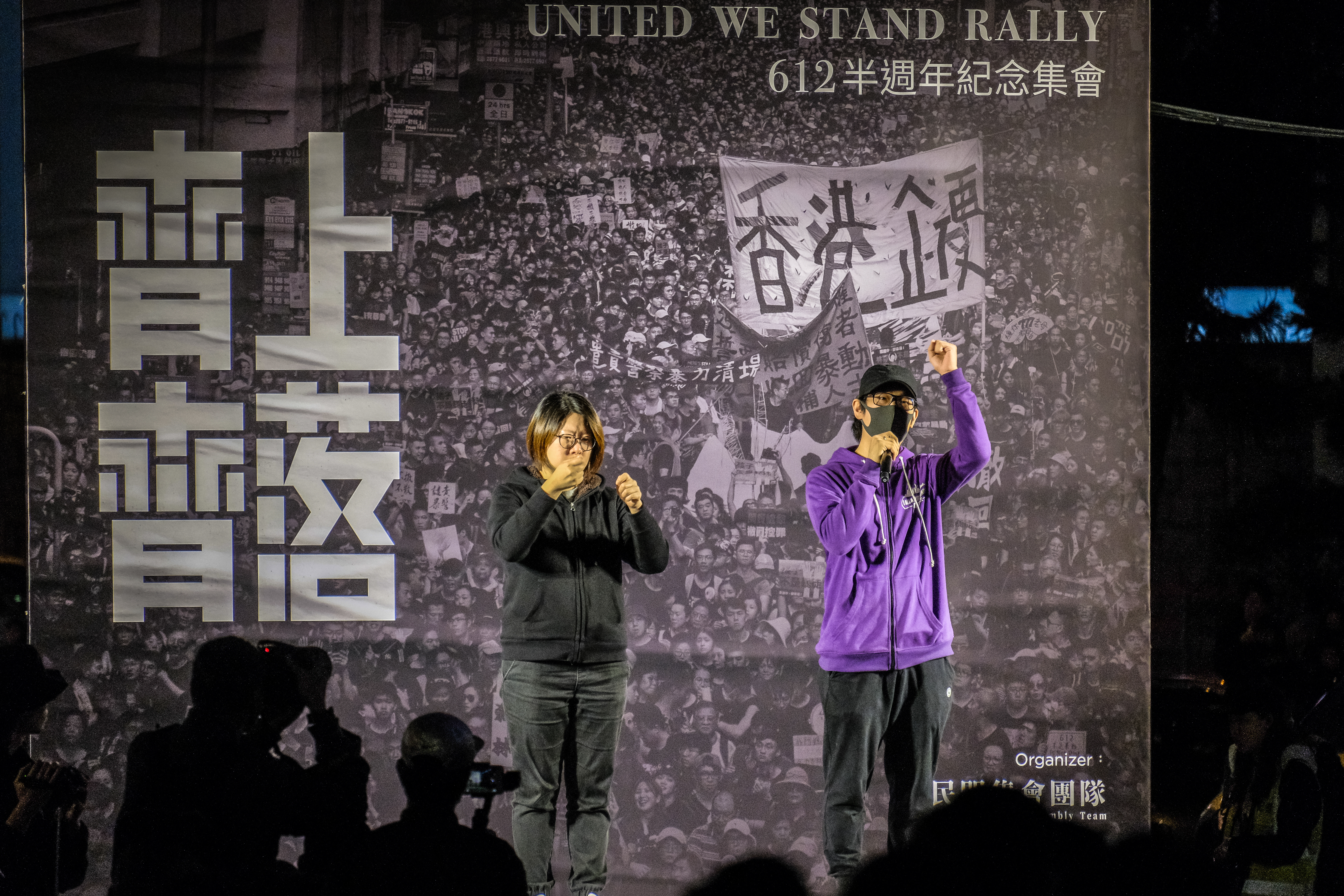
「齊上齊落」集會

有團體晚上7時，在中環愛丁堡廣場舉行「6．12半周年集會」。集會主題為「一二一二、齊上齊落」，將回顧6月12日情況，集會單位首先為反修例衝突中死傷者默哀。有人揮動旗幟，集會上播放反修例歌曲，有參加者高呼抗議口號。參加者又開啓手機的電筒揮動。

### 周梓樂悼念會
香港科技大學學生周梓樂在將軍澳尚德停車場高處墮下，上月8日重傷不治。其家屬在大圍寶福紀念館為他設靈，並於下午五時至八時舉行悼念儀式。四時許已開始有市民排隊悼念及獻花，現場排隊市民數以百計。傍晚開始，不少公眾人士身穿黑衣、攜同白花到場。科大校長史維、校董會主席廖長城、工學院院長鄭光廷等人亦於下午三時許進入紀念館，期間沒有回應記者提問。

## 13日

### 警察加薪爭議
香港立法會財務委員會早上召開會議，繼續討論2019/20年度公務員薪酬調整。而相關撥款包括警方的逾時工作津貼，在過去半年警務處平均每月領取逾時工作津貼的人員約有1.1萬人，開支約為9.5億港元。民主派議員續在會上要求，將警隊的加薪建議分拆討論，同時要求警方或保安局出席會議，但建制派議員反對做法，認為不應針對警方。公務員事務局局長羅智光回應時指，是次撥款涉及公務員薪級表調整，屬恒常機制，部門和職系的表現並非調整薪酬的考慮因素，議員可循其他渠道跟進。同日，團體「保衛香港運動」約五十人昨日到立法會請願，表明反對財務委員會分拆審議警隊加薪建議，希望盡快通過撥款。

### 一眾藝人到警察總部贈送橫額
一眾藝人包括曹永廉、楊明、莊思明、莊思華、李嘉、劉俐、姚瑩瑩、李霖恩等，到香港警察總部為警察打氣。從照片所見，他們將一幅印有香港夜景兼寫上支持句子的藍色橫額送到警總，上面寫有「致PPRB各位勞苦功高的警務人員」字句。總警司謝振中、郭嘉銓，高級警司江永祥等人亦有出席。
藝人到訪PPRB之後，懷疑有人將相片外流，事件由此曝光，有出席上述活動的飲食作家「玻璃朱」朱庭萱見狀，即時在網上表示不要分享照片，「人哋嚟支持你哋害死人」，但已經無法阻止相片瘋傳。

### 尖沙咀中學生集會
「中學生罷課籌備平台」晚上在尖沙嘴梳士巴利花園發起反修例集會，聲援反修例運動中被捕受傷的學生。傍晚約6時開始，大部份出席的中學生都身穿校服，他們高叫口號，舉起旗幟及亮起燈牌。

## 14日

### 林鄭月娥赴北京述職
行政長官林鄭月娥星期六到北京述職，將在北京停留4日。林鄭月娥將會與中共總書記習近平、國務院總理李克強、中央港澳工作協調小組組長韓正等黨和國家領導人會面，向中央詳細交代過去一年香港的狀況、特區政府未來的施政方針等等，也匯報過去六個月香港社會發生的事情。

### 英國領事館集會
英國大選結束，有網民晚上發起前往英國駐香港總領事館，恭喜各獲勝參選人，並呼籲英國新國會終止《中英聯合聲明》，以終結中國在港的統治。直至晚上約8時，逾百人響應網上號召到場，現場大部分人士都戴上黑色口罩，他們高叫口號並舉起寫有訴求的標語，現場並有多人揮動英國國旗及港英旗幟。晚上近10時集會完結，參與人士和平散去。

### 警暴展覽
民間團隊下午自發再於尖沙咀碼頭，近星光行對出，擺放展板展示警察濫暴和侵犯人權的圖片和文字訊息。展覽於今明一連兩日下午2時至8時舉行，內容分為警察濫暴、中港文化差異，以及西方民主國家回應三部分。負責人望向外國遊客解釋警暴問題，讓外國繼續關注問題，又感謝美國成立和通過《香港人權與民主法案》。有外國遊客感嘆警暴無助于解決社會矛盾，展覽有助其進一步了解運動。

### 試爆遙控炸彈被捕
12月14日，有組織罪案及三合會調查科於屯門小冷水路偏僻處發現有人進行遙控炸彈試驗，当场拘捕三名年齡介乎27至40歲男子，涉嫌以遙控裝置進行爆炸試驗，警方又檢獲防禦裝備包括盾、防彈衣及防毒面具。有組織罪案及三合會調查科高級警司李桂華表示，據調查及情報相信，案中爆炸試驗的目的為改善裝置爆炸能力，以及於集會遊行中作襲擊用途。在该案件中，一名27歲中學實驗室的技術人員遭到逮捕，警方于当日下午將被捕男子押返聖公會聖西門呂明才中學調查。聖公會聖西門呂明才中學于5日发表声明称将嚴肅處理和跟進此次事件。

## 15日

### 和你Christmas Shop

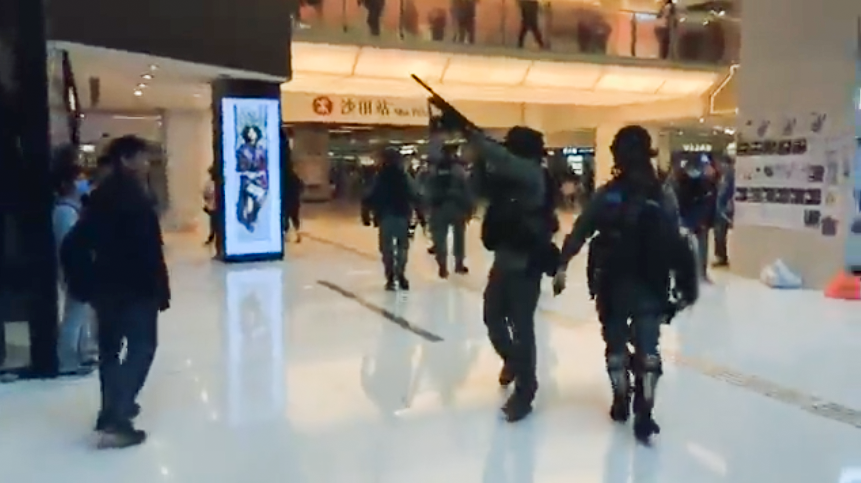
防暴警察在沙田新城市廣場3樓，多次舉槍指向上層位置

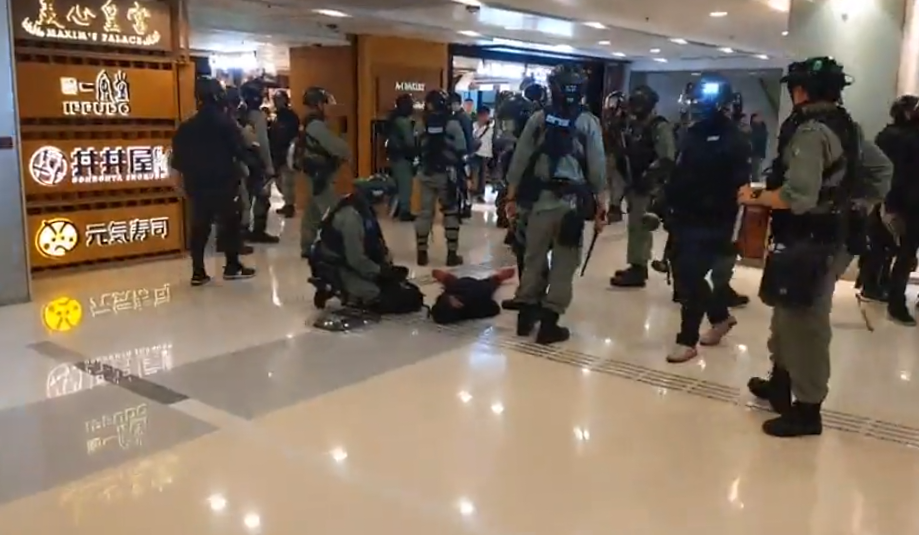
防暴警察在九龍灣德福廣場制服多人

有網民發起在香港多區商場進行「和你Christmas Shop」活動，呼籲市民中午到多區商場光顧「黃店」享用午膳，並在Facebook和Instagram等社交媒體「打咭」。網民亦號召下午2時開始到多區，包括九龍灣德福廣場、葵芳新都會廣場、沙田新城市廣場、太古城和銅鑼灣時代廣場等地方「Window Shop」，看而不買。示威下午在沙田出現混亂及破壞。入夜後，大批防暴警察在旺角驅散示威者，又發放催淚彈，拘捕多人。示威者破壞交通燈及港鐵站入口，又於路口縱火堵路。更有女子疑似在場拍攝示威者的容貌被示威者包圍，要求她刪除照片或出示手機，而她的手机也被抢走。但女子未有上前阻止，並在取回手機後離開
。

### 梁凌杰追思會

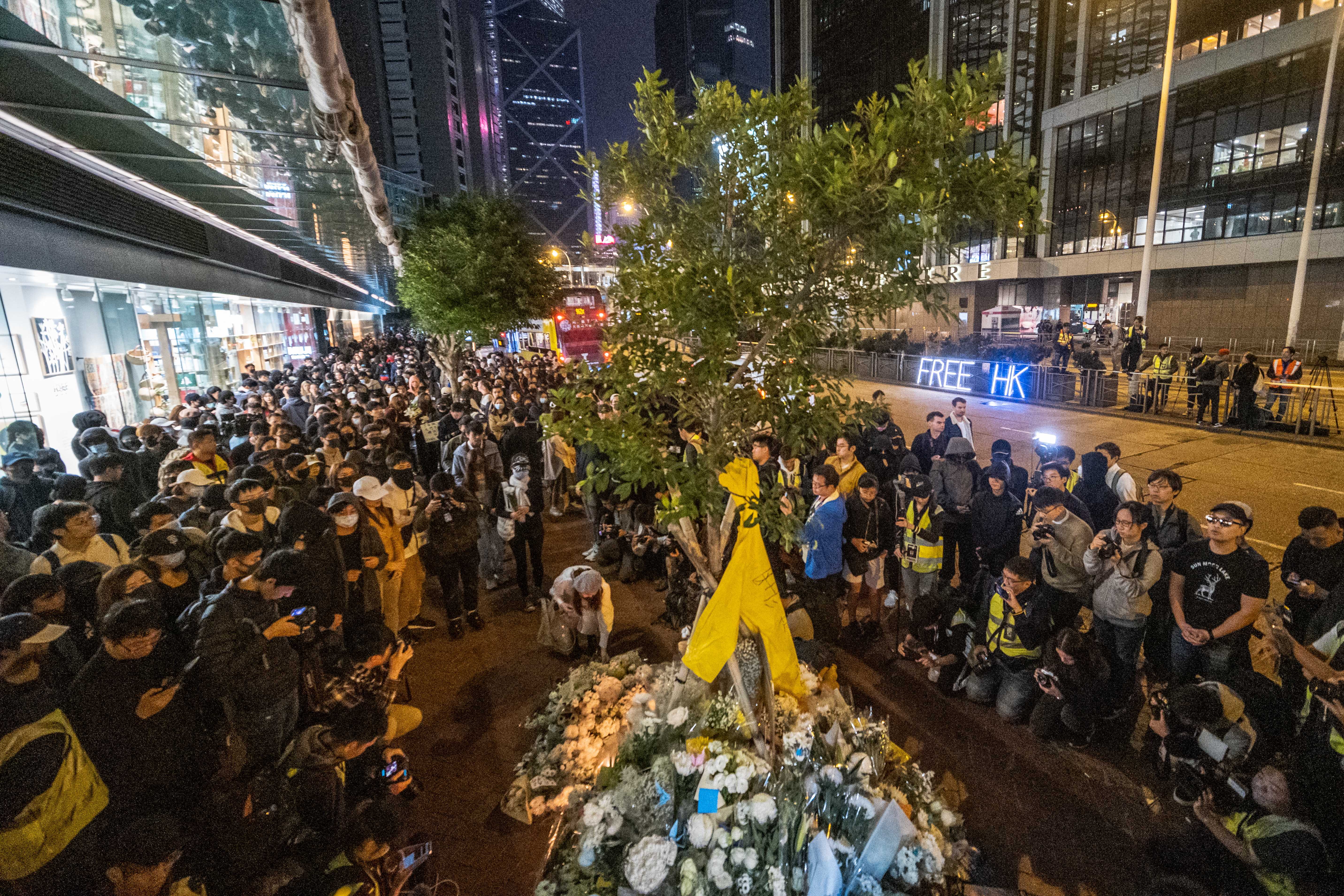
晚上，有人發起在太古廣場外舉行追思會

在反修例運動示威者梁凌杰從金鐘太古廣場墮樓離世半周年的日子，網上有人發起追思會，大批市民晚上在太古廣場外悼念，由晚上約7時起排隊的人絡繹不絕，人龍一度多達逾千人，伸延至金鐘政府合署對出行人路。不少市民低頭默哀，排隊獻上鮮花，點起燭光。有排隊人士一度亮起手機燈。

### 社福界罷工造勢集會
社福界人士發起於12月17至12月19日罷工，促政府回應民間「五大訴求」。業界在12月15日先於中環愛丁堡廣場舉行造勢集會，籲同工屆時一起罷工，罷工委員會發言人表示，集會有約500人出席；發言人透露已組織40個工會及不同的關注組，預計約有2,000名社福界同工參加罷工，惟實際人數仍在收集當中。

### 控訴暴力集會
民間在下午一時於添馬公園發起「控訴暴力集會」，以控訴反修例示威者攻擊持相反意見的市民，亦向警方表達謝意。集會開始時，不少參與的市民手持中華人民共和國國旗及香港特别行政區區旗，令添馬公園變成「紅海」。另外，也有市民穿上印有「我愛警察」字句的上衣，亦高舉「愛比暴力強」、「停止暴力」等反暴力的標語。

## 16日

### 李克強接見林鄭月娥
中華人民共和國國務院總理李克強上午在北京市人民大會堂會見到京述職的香港行政長官林鄭月娥，聽取林鄭月娥的彙報。李克強肯定了林鄭月娥的工作，希望特區政府依法止暴制亂，研究香港社會的深層次矛盾。身兼中央港澳工作協調小組組長的副總理韓正亦有陪同李克強會見林鄭月娥。

## 17日

### 「五區和你哀」行動

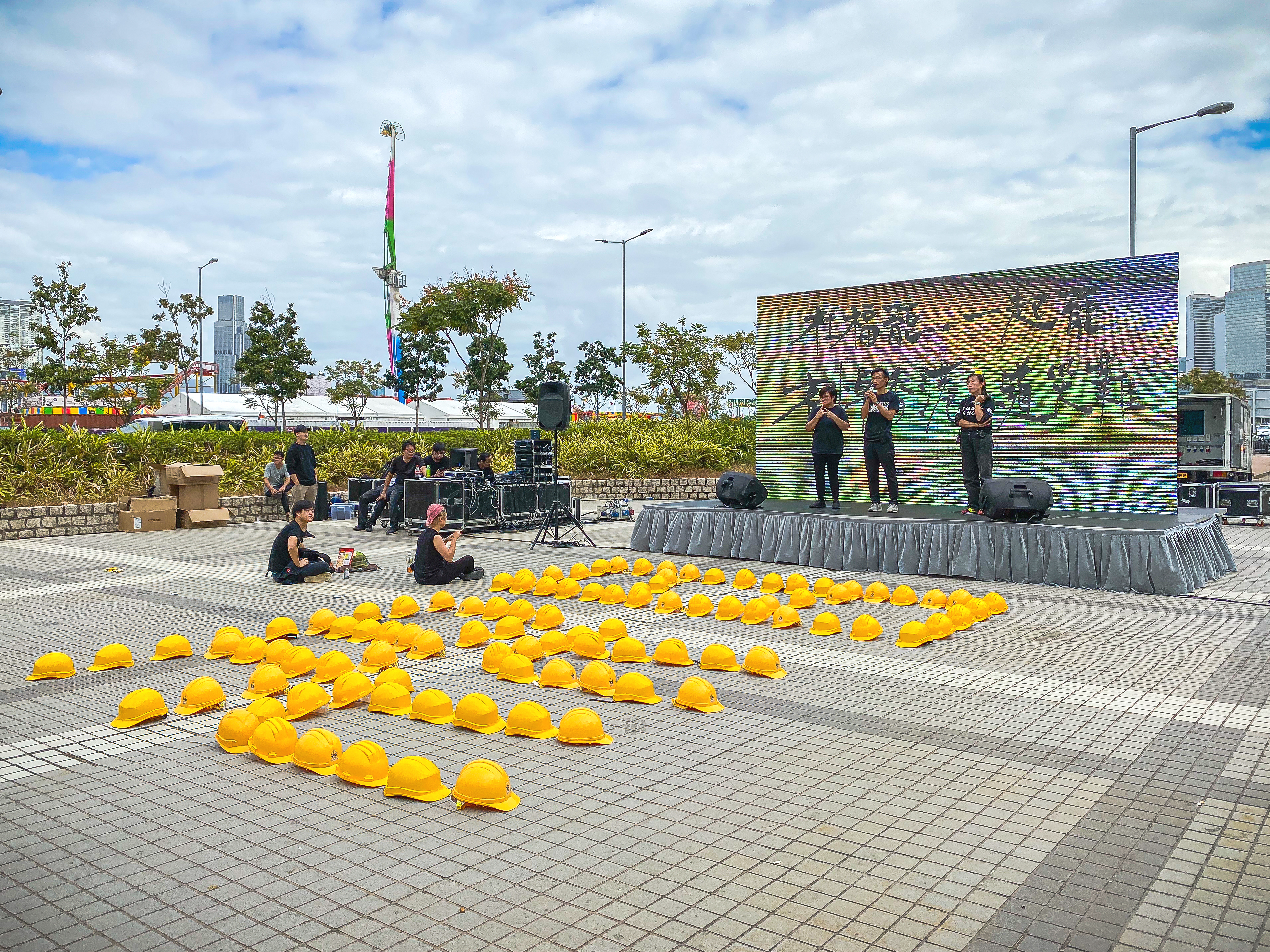
「五區和你哀」行動

香港社會工作者總工會發起「五區和你哀」行動，其中中環愛丁堡廣場在早上10時許已有大批參與集會市民聚集摺黃色紙頭盔。而觀塘、尖沙咀、沙田及葵芳四個地點在中午1時許，都有人聚集。沙田百步梯外，有黑衣人坐在地面摺黃色紙頭盔。而觀塘駿業街遊樂場今午亦有數十人聚集，有人摺紙頭盔，現場亦拉起黃色布幕，供參與人士貼上手寫心意便條。尖沙嘴鐘樓外同樣有市民聚集摺紙。

### 人道災難哀悼會
社福界人士就反修例事件發起一連3日罷工，晚上繼續在愛丁堡廣場舉行「香港人道災難哀悼會」，集會於晚上9時半結束，大會公布有約1500人參與。大會宣布，12月18日會探訪不同社福單位，向同工派發有關罷工的資訊，邀請參與未來的罷工行動。

### 第二場社區對話
政府舉辦新一輪「社區對話」，問責官員輪流在Facebook回應網民留言。商務及經濟發展局局長邱騰華是進行首場網上「社區對話」的官員，為時約五十分鐘，除了回應網民即時留言外，還收集連登、高登討論區等網站的發帖。對於有支持反修例市民提出建立黃色經濟圈，邱騰華認為這樣做對社會沒有好處。政府表示不用公開對話的模式是考慮到上一次社區對話有發言的市民被「起底」。

### 無綫電視請願
無綫電視在12月16日發內部公告表示因近月的社會事件，網民發起杯葛行動，令無綫電視業務受創，有意在年尾裁員一成。香港通訊業人員協會發起在將軍澳站電視廣播城穿梭巴士候車處派發傳單，呼籲無綫電視員工找協會及工聯會協助。協會理事李美芝表示，昨晚已有5名無綫電視員工和協會聯絡，希望無綫電視不要裁員，及在年近新年前裁員，他們亦會尋求與無綫電視管理層接觸及跟進事件。

## 18日

### 旅發局取消除夕煙花匯演
持續逾半年的反修例示威衝突仍未平息，旅遊發展局經審視後，為免出現大量人群聚集，決定取消今年除夕煙花匯演，改為在元旦凌晨0時上演升級版「幻彩詠香江」，屆時維多利亞港兩旁部分大廈天台亦將發放煙火，香港會議展覽中心外牆將設大型倒數鐘。

## 19日

### 警方以涉洗黑錢拘捕星火同盟成員
警方以涉嫌洗黑錢拘捕4名與網上眾籌平台星火同盟有關的人士，凍結逾7,000萬港元。警方稱大部分籌款流入一間空殼公司，主要用以購買個人投資保險產品，有洗黑錢特徵。星火同盟譴責警方以失實陳述抹黑，將平台運作扭曲為洗黑錢活動，並稱所有被捕人士個案已經有律師跟進。

### 警方無手令下讀取黃之鋒手機內容
香港眾志秘書長黃之鋒包圍香港警察總部案件中，控方證物包括黃之鋒WhatsApp和Telegram通訊記錄。黃之鋒稱自己當時使用iPhone XR，事前從未收到警方查閱手機內容手令，亦從未提供密碼，批評警方行為猶如黑客，侵犯其私隱。

### 教育局局長向学校发函
教育局局長楊潤雄向香港各中小學發信表示，會根據《教育條例》跟進每宗涉及教師專業操守的個案，不論是失德或是違法行為，若情節嚴重，局方會考慮取消有關教師的註冊。他又重申，學校是學習的園地，而不是政治角力的場所，學生不應在校內舉行或參加宣示政治立場的活動。

### 香港人權與民主法案請願遊行
12月19日，香港社福界發起香港人權法案請願遊行，希望國際介入香港人道危機。遊行時間從下午2時起至傍晚5時。遊行路線是從灣仔出發往九個國家的駐港領事館，包括澳洲、捷克、意大利、荷蘭、英國、歐盟、美國、日本、加拿大。遊行人士舉著不同國家的國旗，在沿途高喊口號。路途中仍有不少防暴警察戒備。

### 「堅持才看見希望」集會
12月19日晚上，香港社福界再在中環愛丁堡廣場舉辦「堅持才看見希望」行動展望集會。社福界發起此次集會的目的是希望「將憤怒化為堅持，尋找多元出路，讓我們或下一代因為堅持而看見希望」。

## 20日

### 教育局常任秘書長发函
教育局常任秘書長楊何蓓茵向香港中小學校監及校長發信，指出如有關教職員涉及與人身安全有關的嚴重違法行為，包括縱火、嚴重傷人、暴動、管有危險品或違禁武器等，而被捕及被檢控，學校應暫停有關教職員的職務，一旦結案，學校應立即檢視有關教員在校教務的長遠安排。

### 大埔開槍事件

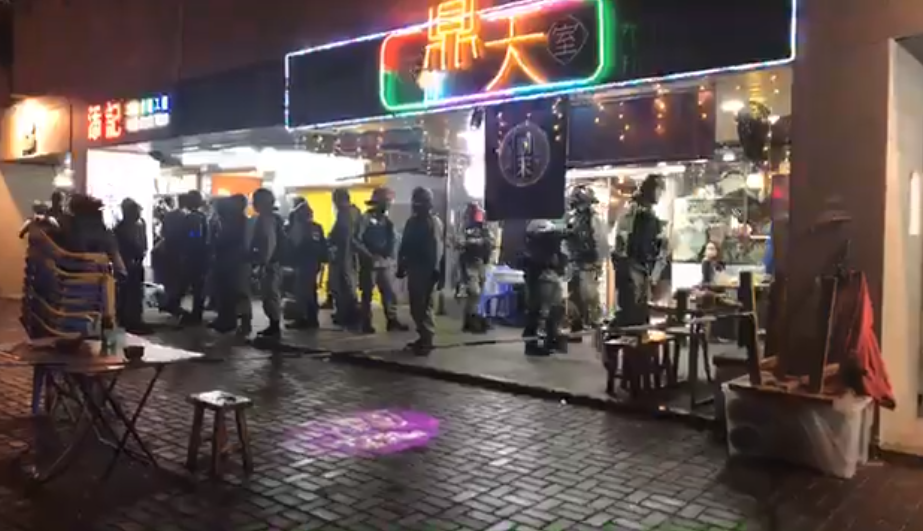
警方封鎖現場調查

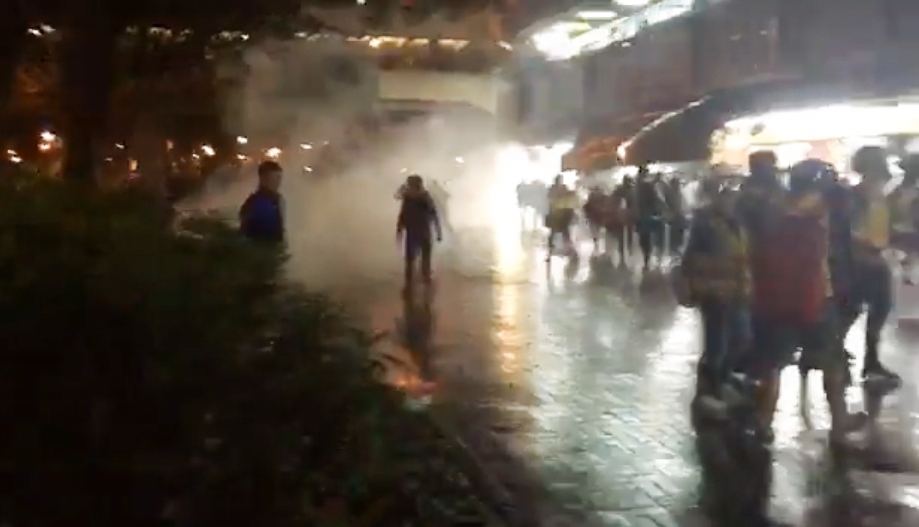
警方期間曾發射催淚彈驅散在場圍觀的市民

晚上9時，大埔翠屏商場門外發生開槍案。据香港警察Facebook指，当晚警方在大埔翠屏商場附近進行拘捕行動期間，有一名男疑犯向警察開了一槍，警方在現場制服一人，並撿獲一枝疑似槍械，随后警方封鎖現場作出調查。枪声传出后，有示威者向警員指罵警員，警員要求在場的大埔候選區議員黃兆健離開封鎖線，其後有市民上前於斑馬線位置理論，警方其後一度舉起藍旗警告。其後現場懷疑有示威者投擲物件，警方舉黑旗并施發催淚彈。翌日凌晨12时，警務處處長鄧炳強抵達現場，並聯同較早前已到達的新界北總區指揮官麥展豪進入停車場了解情况。警方同时表示，呼籲市民需留意現場最新情況，如非必要，不要前往該區。凌晨4时，被捕青年被帶走調查。在影片中，一位身着橙色上衣及黑色背心的示威者指骂便衣警员，后者则澄清开枪者并非自己并反问有无人受伤。随后有指出此示威者穿的是钱家班的衣物，钱家班则回应称其并非自己的成员。隨後，警方上門搜查開槍男子單位時，搜獲一隻性能良好的AR-15自動步槍、211發子弹及44發中尖彈。
警方批評大量傳媒指控警方意圖插贓嫁禍示威者並抹走手槍上的指紋的報導失實。香港電台的發言人指報導並沒有提及警方插贓嫁禍，並稱希望警方主動提供更多資料。

### 荔枝角收押所外「和你撐手足」集會

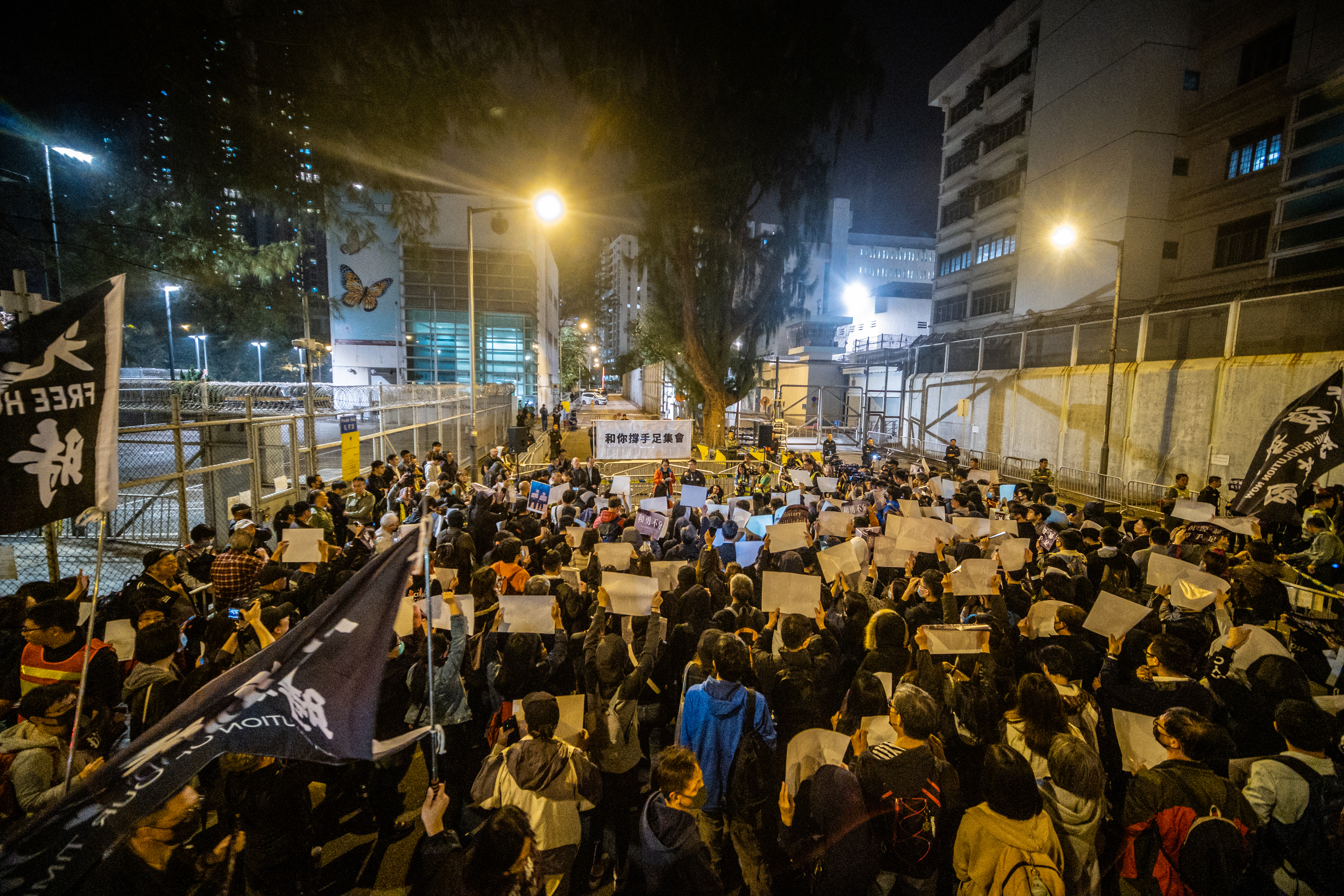
「和你撐手足」集會

為聲援反修例事件的被捕人士，有網民發起晚上在荔枝角收押所外集會，大會表示有3800人參與，警方說高峰期有1200人。大會呼籲集會人士用呼聲告訴被拘留者自己並不孤單，收押所內有 79 名被拘留示威者，市民由晚上 8 時起聚集，舉起「和勇不分」的標語，高叫口號「毋忘手足」、「手足我撐你」等。

### 新城市廣場玻璃欄河被打碎
網民發起到各區商場抗議警方指星火同盟洗黑錢。晚上8時半，沙田新城市廣場一期4樓和5樓部分玻璃欄河被人破壞，遍地玻璃碎。職員拉起圍帶防止市民靠近，而30名手持警棍和盾牌的軍裝警員和速龍小隊在9時一度到場追查。

## 21日

### 元朗襲擊事件五個月靜坐
元朗襲擊事件發生五個月，有網民發起下午在元朗YOHO MALL 形點商場進行靜坐集會紀念，大部份人身穿黑衣和戴口罩，揮動反修例標語旗幟「香港警察見死不救」、「毋忘721」、「無差別恐襲」等，舉起手高叫口號。下午4時半，防暴警察衝入商場，以胡椒噴劑驅散示威人士，有示威人士以「721唔見人，831打死人」指罵警員。最少8人被捕。

### 尖沙咀海港城「和你Shop」

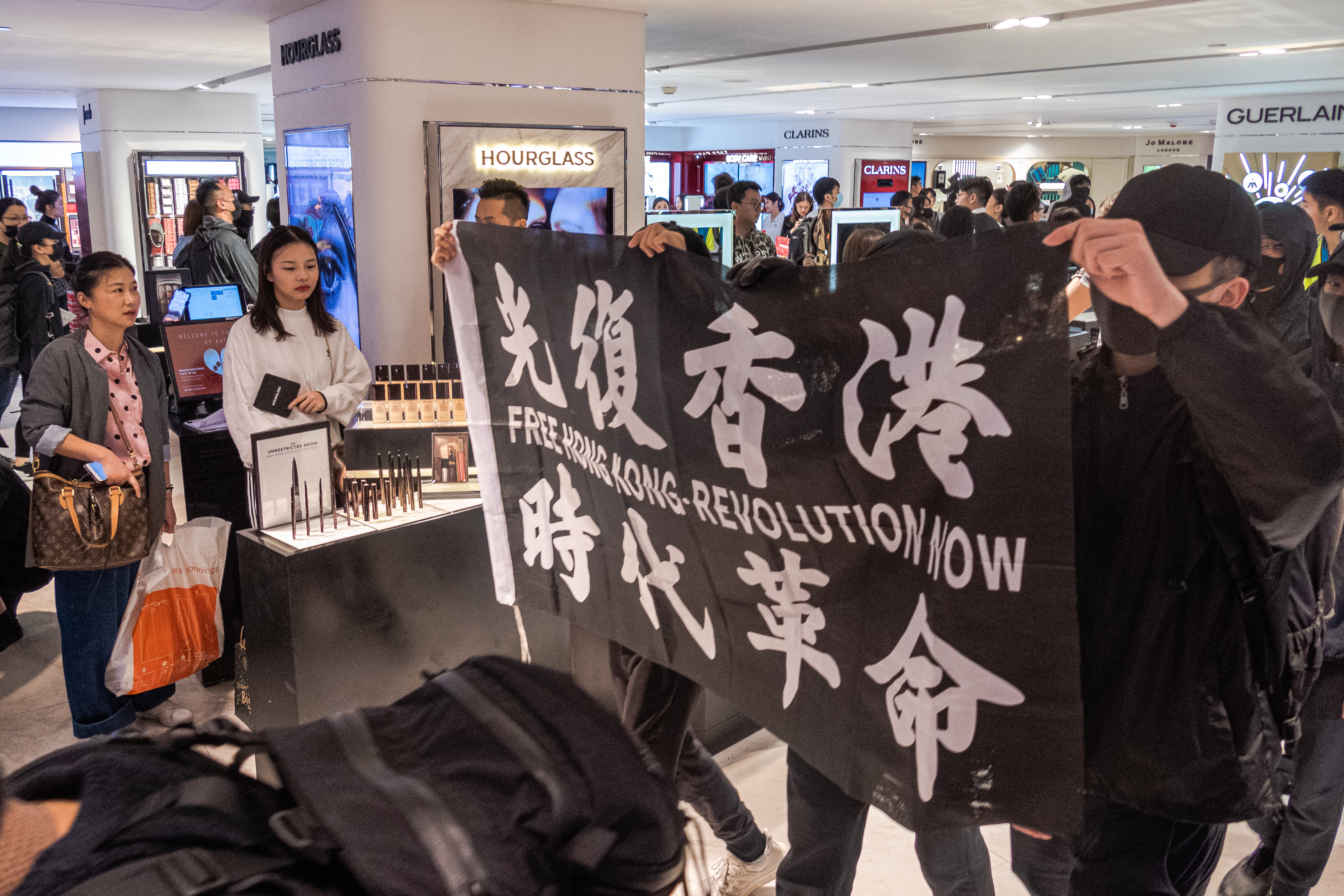
示威者在海港城內叫口號，高举“光复香港，时代革命”旗帜

有網民發起聖誕版「和你Shop2.0」，有逾百示威者在海港城內叫口號。示威針對「藍店」和中資店舖進行援亂，不少食肆食客被嚇走，甚至要捧餐急逃，食肆無法做生意，部份店舖也突然落閘。一批便衣警緊隨示威者，部分人身穿黑衫、戴黑口罩。有數名示威者一度被警方截查，之後獲放行。另有示威者挑釁便衣警，雙方發生爭拗，警員一度在商場內施放胡椒噴霧。

### 杜絕政治酬庸集會
銀髮族舉辦集會，並以「Name and Shame 杜絕政治酬庸」為主題，現場參與者寫上落選建制派區議員的名字到黑布條上，指要記着他們，監察有否獲政府授予公職。有立法會議員和有候任區議員在集會上輪留發言。集會同時設「和你寫」活動，邀請參加者給還押示威者寫信或聖誕卡。

## 22日

### 聲援維吾爾族人權集會

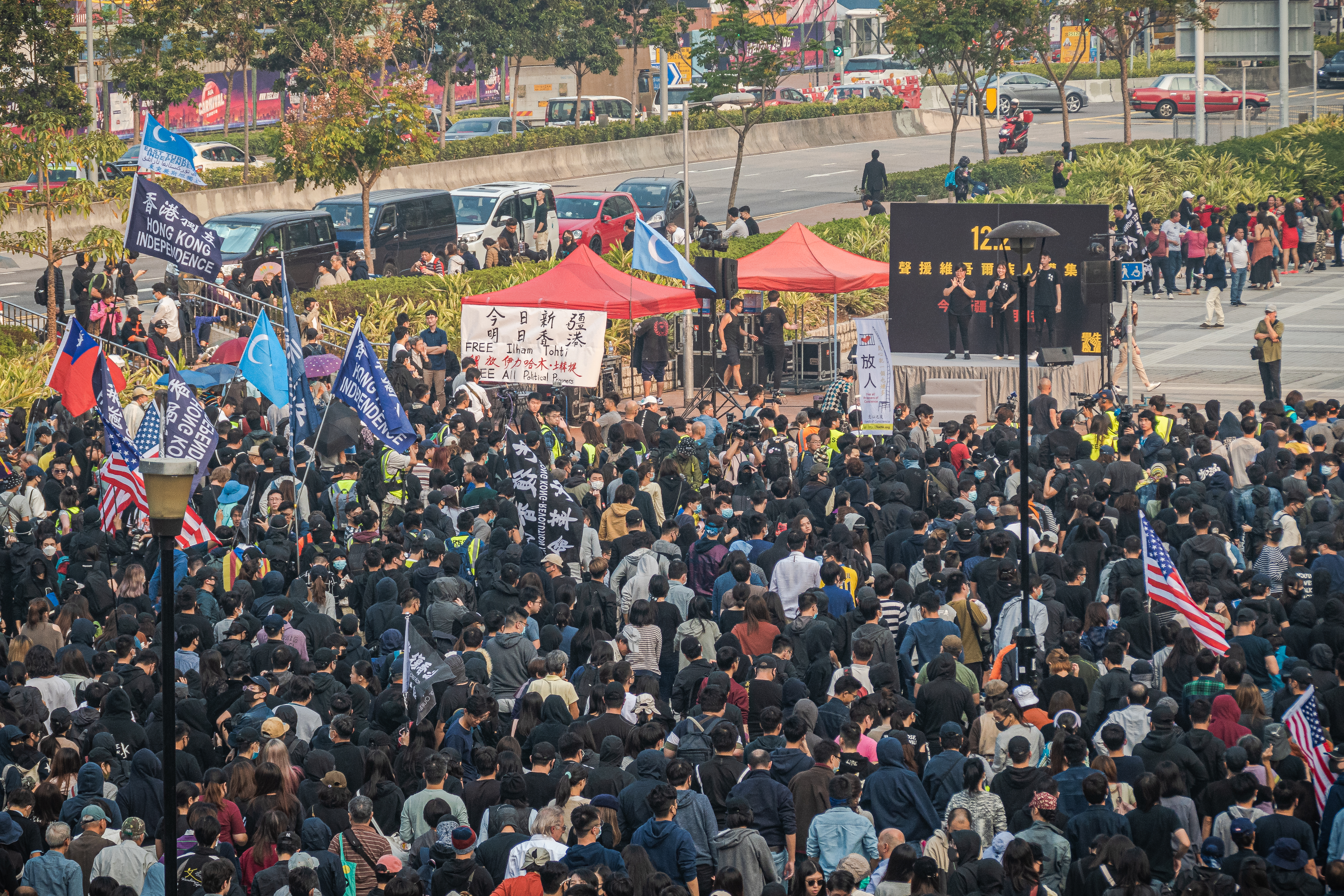
示威者高举藍底月亮星旗、美國、中華民國的國旗，及象徵香港独立的旗幟

由于美國眾議院早前通過《維吾爾人權政策法案》，因此一学生團體「學生歷量」下午在中環愛丁堡廣場舉行「聲援維吾爾族人權集會」，呼籲全球關注新疆維吾爾族，集會已獲發不反對通知書。集會舉行約兩小時後至傍晚5時許，現場對開發生警民衝突，大會宣布集會提早結束。下午5時左右，有示威者將附近的中华人民共和国国旗扯下拋棄於地上，并高举藍底月亮星旗 、雪山獅子旗 、美國、英國、中華民國的國旗，及象徵香港独立的旗幟。亦有示威者推撞警員，防暴警察隨即上前制服。由於多人包圍，警察一度施放胡椒噴霧。有示威者亦上前打算搶走被制服人士，更有示威者腳踢防暴警，亦有警員混亂間拔槍阻嚇現場人士，場面一片混亂。据报道，集会现场亦有2人被警方帶走。有出席者表示，參與這場集會是因為擔心「香港將來會變成新疆」。而针对示威者将國旗拆下丟在地上的行为，香港特区政府于当晚发布的新聞稿表示強烈譴責。
警方批評《蘋果日報》與香港電台使用「還擊」字眼令讀者認為警方主動使用武力。香港電台發言人認為警方的指控並不合理，報導屬事實陳述。

## 23日

### 聲援星火同盟集会

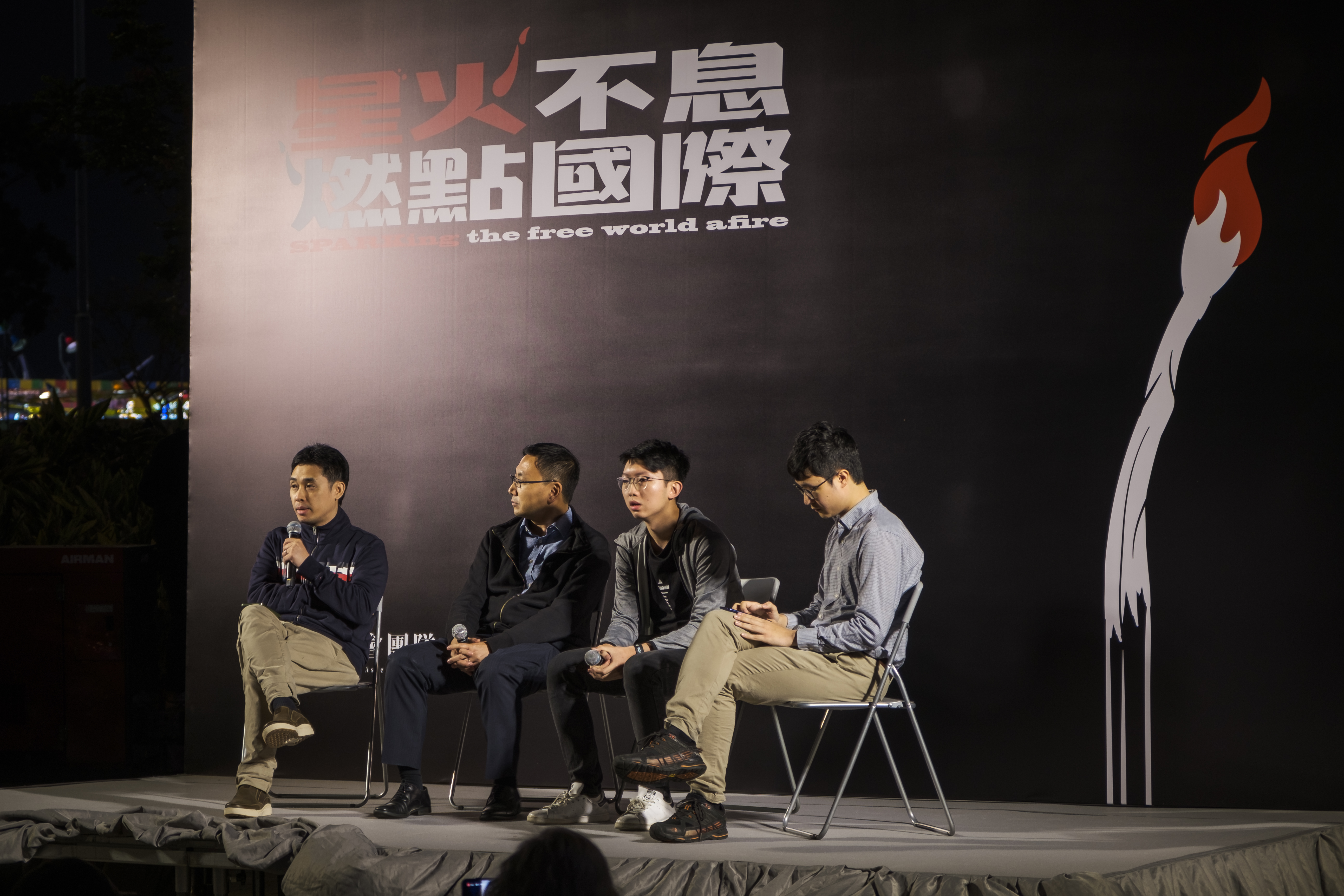
「星火不息，燃點國際」集會

有民间组织發起当晚7時在中環愛丁堡廣場舉行「星火不息，燃點國際」集會，聲援遭警方拘捕的「星火同盟」成員。集会现场播放了《願榮光歸香港》，並為抗爭者默哀一分鐘。

### 音樂人罷工集會
有音樂界人發起一連五日的罷工行动，並于当晚7時在中環遮打花園舉行集會，大約有300人參與。集會開始时亦现场播放歌曲《願榮光歸香港》，之后大會宣布默哀一分鐘。

### 税局靜坐集會
網民發起12月23日起一連三個星期一，到稅務大樓舉行「和你坐」Stuck稅局行動。集會於12點開始，有十多名黑衣人在稅局內靜坐，其後不斷有人加入，稅局保安一度關閉大門，靜坐的黑衣人於稅局門外高叫口號。約12點45分，稅局外聚集大約30多名黑衣人步行至稅局大樓，及後手持宣傳單張於大堂地下內靜坐。為免影響稅局日常運作，稅局職員隨即打開圍欄，劃分示威區域，開闢通道供有其他市民出入。

### 柴小杏和你報佳音
有網民發起「柴小杏和你報佳音」活動，約50名柴灣街坊晚上遊走小西灣、漁灣邨、杏花邨等地點，齊唱改了歌詞的聖誕歌，並高叫口號，呼籲街坊勿忘初衷，堅持「五大訴求缺一不可」。

## 24日

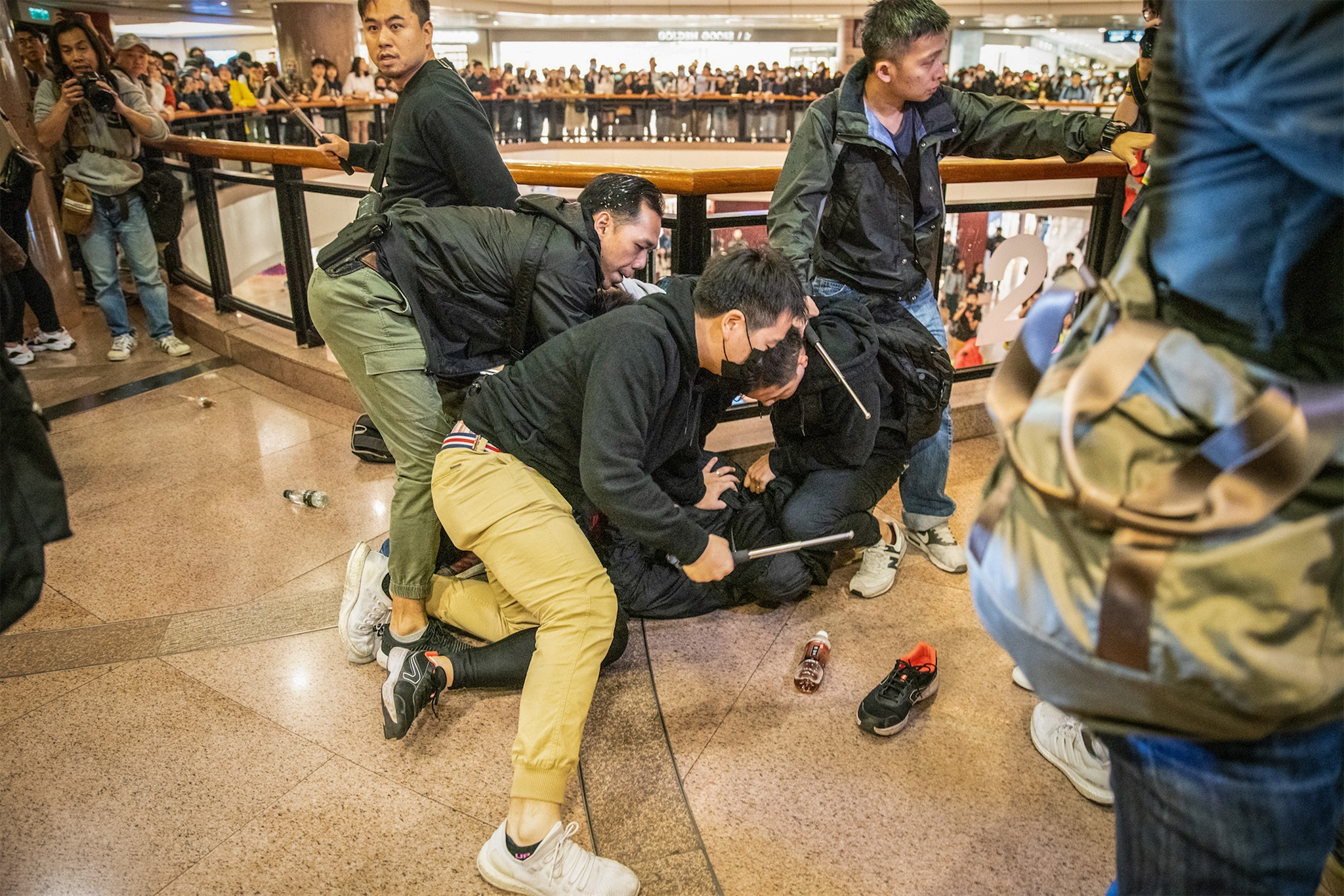
市民在港威商場遊行期間，多名便衣警混入人群中引起衝突和打鬥，場面混亂，有人被制服

### 全港中學學界辯論比賽爭議
由香港學界辯論聯會舉辦的「第一屆全港中學學界辯論比賽」，遭教聯會質疑以辯論比賽“將校園政治化”，而亲共媒体《大公報》更以「洗腦」形容該比賽。香港學界辯論聯會籌委會成員之一楊展匡认为，121間參賽學校在報名時均需提供辯題，經電腦除去校名後，再由辯論經驗人士把關，篩走內容重複、言意不清的辯題。目前，辯題庫中95%題目屬學校直接提交的題目。至於餘下5%，是籌委閱覽提交辯題時，認為值得保留及討論，但用字需修改，以確保“辯題中立及有辯論空間”。楊展匡解釋，聯會只在確保辯題有討論空間，絕非「一面倒」或含暗示性質，而議題亦要與中學生息息相關、香港社會正發生的熱門議題或國際關注議題。教育界立法會議員葉建源指辯題存在正反方，不會偏向某一方。

### 平安夜五區和你Sing

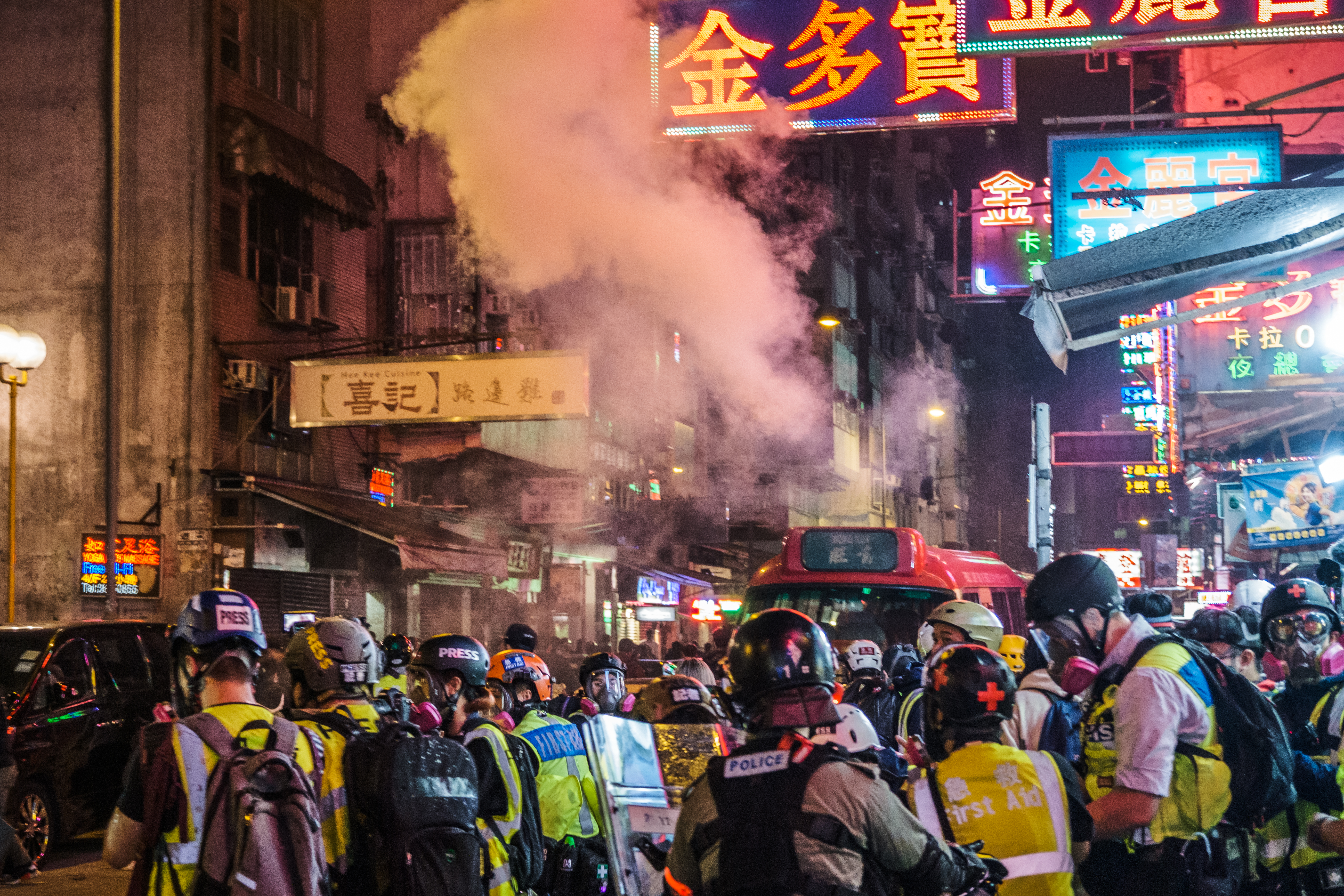
防暴警察于旺角一带發射催淚彈驱散民众

12月24日（平安夜），大批巿民在全港多區參與迎接聖誕節，兼就「五大訴求」進行示威活動，警察於尖沙咀、銅鑼灣等地方發射大量催淚彈及橡膠子彈，引致多處爆發警民衝突。一名少年在旺角一家名為「桔梗」的餐廳二樓墜下受傷。

### 旺角發生斬人案
晚上約11時，約4名男女於塘尾道近亞皆老街天橋被手持斧頭、木棍及𠝹刀的人士襲擊。

### 警方於觀塘檢獲爆炸品
警方於社交網站公佈於觀塘一位於工業大廈的迷你倉檢獲10個煙霧餅，拘捕一名18歲男學生。

## 25日

### 聖誕和你Shop

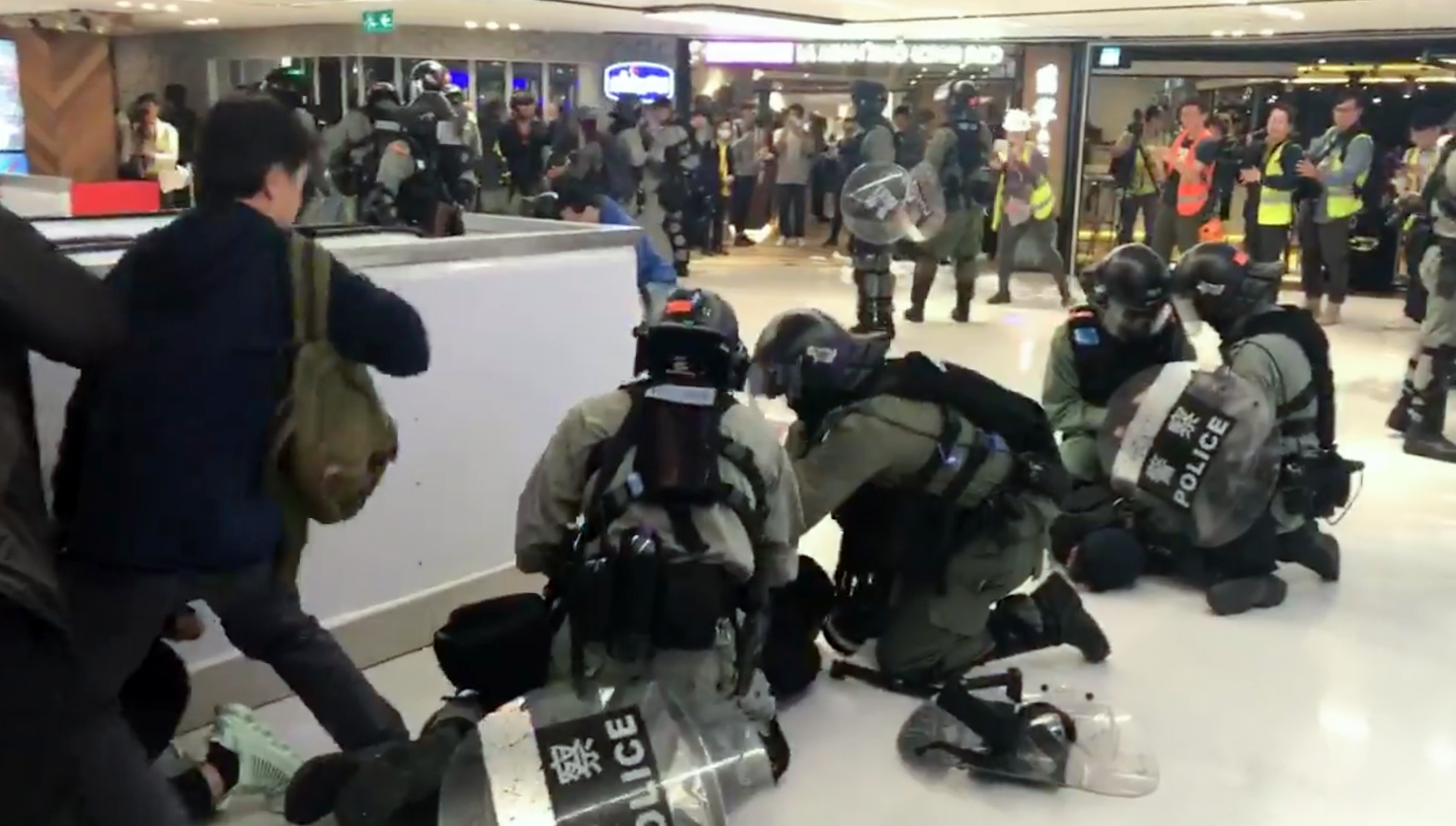
傍晚，在新城市廣場第三期多名參與和你Shop的人士，被大批防暴警員和便衣警察制服被捕

12月25日（聖誕節），有網民發起「聖誕三部曲行動」，包括在多區舉行「聖誕變裝遊行」及「和你shop」等，下午起銅鑼灣時代廣場和旺角朗豪坊有示威者聚集並高叫口號。多區商場外有防暴警察戒備，警方晚上在朗豪坊外施放多次催淚彈，驅散示威人士，並在尖沙咀、九龍灣截查拘捕多人。晚上10點多，警方在旺角截查過百人。警方於新都會廣場拘捕7人，於德福廣場拘捕最少10人。

### 國父誕辰紀念行動
有人在沙田新城市廣場發起國父誕辰快閃行動，重提孫中山先生與香港抗爭的關係，以國父精神勉勵港人反抗到底。防暴警及便衣警員中午起在商場內外戒備，期間截查身穿黑衣的人士。至下午約3時，商場中庭及上層位置有人群聚集，有人戴上口罩及高叫口號，亦有黑衣人士在商場牆壁張貼文宣，部分店舖提早在大約4時關門。期間署理新界南指揮官陶輝被胡椒噴霧噴中。

## 26日

### 聖誕翌日和你Shop

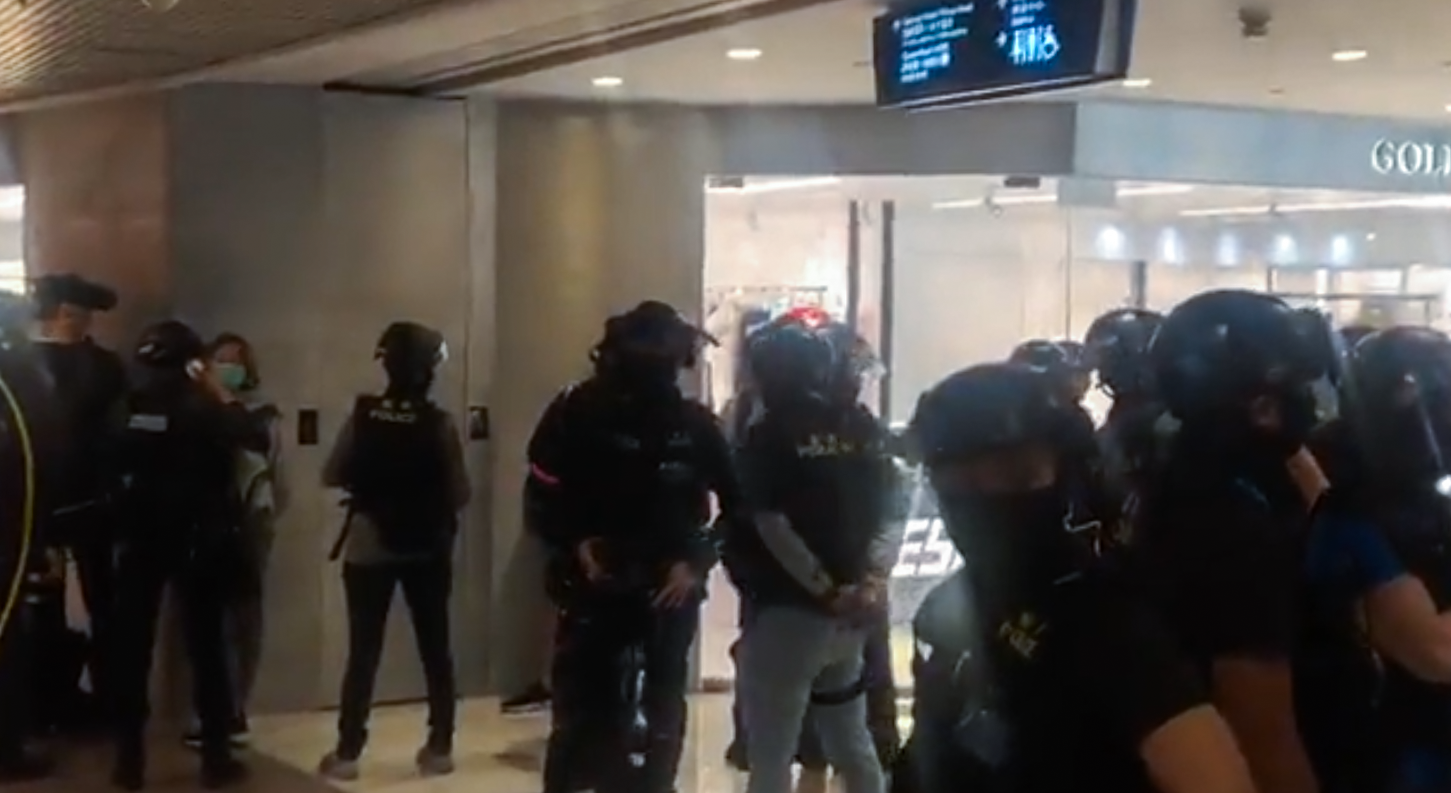
海港城港威商場，大批便衣警員包圍場內的遊人進行截查

有網民發起「聖誕三部曲行動」，包括在多區舉行「聖誕變裝遊行」及「和你shop」等。聖誕節 (12月25日）多區商場外有防暴警戒備，警方晚間曾在朗豪坊外發射多次催淚彈，12月26日是聖誕節拆禮物日 (Boxing Day) ，有網民繼續在多區發起「和你shop」示威活動，如尖沙咀、旺角、大埔及銅鑼灣等。期間旺角朗豪坊的星巴克分店被破壞。

### 石門英雄音樂會
晚上，有人在沙田石門舉辦「英雄音樂會」，以「聚集各界黃氣」為主題，邀請歌手演唱抗爭歌曲，多名民主派區議員到場支持，並邀請歌手阿肥、豆花哥等，高唱反送中抗爭歌曲，鼓勵示威者。音樂會主持、知名網台主持「霸氣哥」表示，希望在聖誕節的最後，為同路人送上本應享有的溫暖。

### 警員於直播鏡頭展示記者身份證

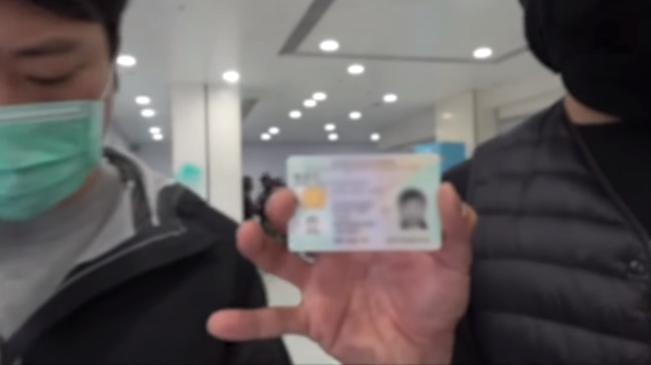
警員向立場新聞直播鏡頭展示記者的證件大約40秒，記者當時指警員違反《個人資料（私隱）條例》，警員指是相關記者自行決定直播

有2名警員包圍立場新聞記者，並多次表明「再不合作就拉你」。警員在檢查對方證件期間，向直播鏡頭展示立場新聞記者的證件大約40秒，記者當時指警員違反《個人資料（私隱）條例》，警員指是相關記者自行決定直播。在記者被搜查證件期間，一直未有中斷直播，亦有向警員表明會繼續直播。对此立場新聞總編輯鍾沛權指，將就事件協助記者作出正式投訴，要求警方提供涉事蒙面警員的姓名及編號。個人資料私隱專員黃繼兒認為事件表面證供成立，私隱專員公署可主動展開調查。

### 防暴警察意圖拘捕便衣警察
在12月26日的大埔超級城「和你shop」中，防暴警察至少兩度意圖拘捕偽裝成一般市民的便衣警察，直至有其他警員從旁提醒才放手。另外，警員在商場內施放藍色胡椒噴劑。

### 政府兩日內三發聲明反駁外國媒體組織
《華盛頓郵報》在12月25日發佈報導，他們邀請9名國際專家，檢視65宗個案，結果發現超過70%的事件都違反指引，只有8%事件中警方武力合符指引。政府發聲明，反駁報導「沒有事實根據」。另外就海外組織Stand with Hong Kong促請英國政府確保香港人的性命和自由受到保障，政府反駁指該組織「毫無根據和極為誤導」。而就香港觀察指警方粗暴針對平安夜「和平購物人士和示威者」，政府反駁「完全與事實不符」。
國際關係專家沈旭暉在臉書回應時指出：「這官方聲明反映的精神狀態，令人不安」，他指出被點名的機構在國際運作，非香港政府所能管轄，批評政府不等如「反政府」；他亦質疑香港政府對「反政府機構」的定義，指出公民社會的作用就是要監督政府，反問是否盲目地支持政府才不算是「反政府」；此外，他形容《華盛頓郵報》的調研清楚說明根據65宗案例，是「押上水門事件以來的報譽、拖倒尼克遜總統下台的勇氣」去「查證事實，小心思考」，批評港府沒有逐一回應被列舉的事實，而是僅以「沒有事實根據」、「別有用心」回應。監警會前委員鄭承隆認為警方應公佈違規警員的紀律聆訊、拘捕或停職安排，更可設公聽會讓公眾解釋具爭議的事件。

## 27日

### 「和你溫」集會
有人在下午兩時許於沙田新城市廣場中庭發起「和你溫」集會，呼籲參加者自備文具、課本及作業到場，其間有數十名防暴警員於商場外戒備。現場可見十多名學生圍圈，有人帶同課本和工作紙討論，在場有人為他們講解課題。活動期間，有身穿反光衣的商場保安，以及一批戴上耳機及黑口罩的人在高位觀察。便衣警員向記者表示不便接受訪問，叫記者向警察公共關係科查詢。學生在中庭逗留約三小時後離開。

### 保卫香港运动請願集会
政治组织保卫香港运动在金钟警察总部附近集会，表达“要求警方加强警力和装备，积极维护国旗尊严，保护警员安全”的诉求。集会上，有近50名香港市民高举中华人民共和国国旗和香港区旗，手持 “警察辛苦了”、“严正执法”等条幅，支持警方严正执法。組織又指，近期即使警員舉實彈槍示警，都未能制止示威者，建議引入電槍制服示威者，向警务处处长邓炳强递交请愿信，警方派員接收請願信。

## 28日

### 上水和你Shop

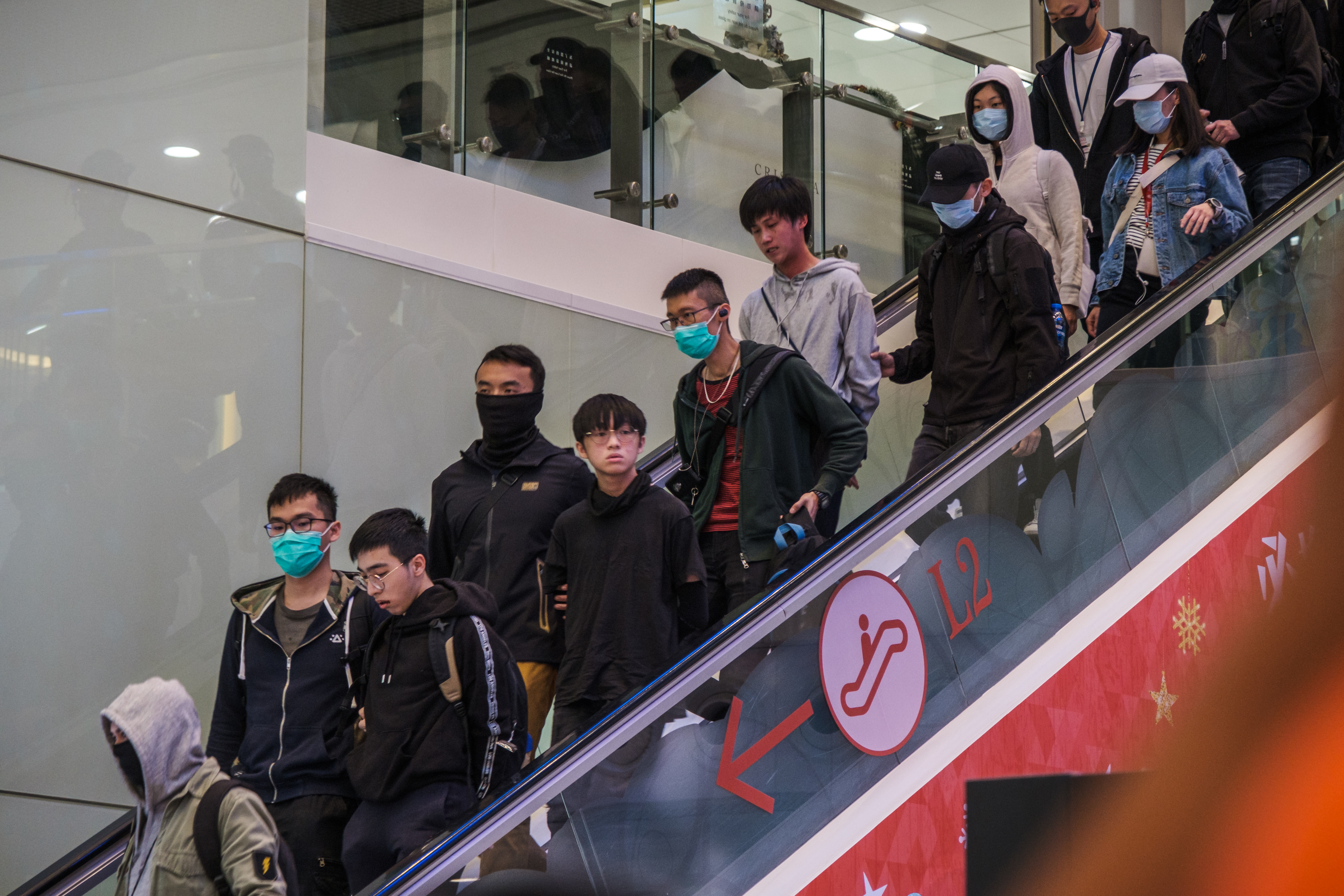
於上水廣場集结的示威者被大批蒙面便衣警員拘捕

有网友在上水發起「北區和你shop」活動，於下午3時在上水廣場集合，以表達北區水貨活動肆虐的問題。大批蒙面便衣警員在商場內監視。遊行隊伍向疑似水貨客及內地旅客大叫「用國貨，返大陸」，店內警鐘其後響起，「支那人」 、「大陸X」等字，又喝斥「死返大陸喇」、「咪X走水貨」 ，並踢路人行李箱，更有人嘗試搶走行李箱。集會人士折返上水廣場內的萬寧時店舖已落閘。集會人士在萬寧對開放置多枚螺絲在地上，未幾大批便衣警員衝上前，便衣警隨即衝上前制服約十人，防暴警察同時間進入商場截查市民，亦在商場外制服一名男子。警員在商場內戒備期間曾噴胡椒噴霧，有市民及記者被噴中不適。

### 立陶宛十字架山爭議
在立陶宛十字架山上，有一個記念先人的十字架被寫上「願甴曱早日安息」的字句。梁啟智認為在記念死者的十字架上寫字屬不敬行為。網上亦流傳片段顯示一名操流利普通話人士以寫有示威標語的十字架從地上拔起，29日，立陶宛外長發表聲明譴責有關行為。

### 警察盜用圖片爭議
USP United Social Press 社媒在社交網站發表聲明，批評警方盜用其相片發佈於香港警方的Facebook專頁。警方回應指根據香港法例第528章《版權條例》第54A條，為了有效率地處理緊急事務，可以公平地處理作品而不會侵犯版權。

### 示威者被判禁入全港商场
一名20岁的男子王焯彦，因在12月26日於旺角朗豪坊商场破坏星巴克的货架，在西九龙裁判法院提堂。裁判官允许被告以现金5,000港元保释，需要交出所有旅游证件及遵守宵禁令，同时裁判官下令禁止被告进入全港所有商场，成为反修例风波以来首例有示威者被判禁止进入全港所有商场的案件。

### 元朗區中學生集會
元朗區頌華候任區議員陳詩雅，晚上在天水圍銀座舉辦「元朗區中學生集會」，主題為「延續革命，毋忘初心」，約300名人士出席，大部分為中學生。集會開始前先默哀一分鐘，並由三名中學生代表交代集會目的，敍述半年來示威原因，並播放過往示威片段。集會七時半開始，邀請中學生、急救員、中學老師、候任區議員等上台發言。

## 29日

### 「香港人抗爭的日與夜」集會
有市民在中環愛丁堡廣場舉行「香港人抗爭的日與夜」集會，獲警方發出不反對通知書。集會在下午2時有「和你簽」環節，現場擺放一幅巨型連儂布供參與市民簽署及留下心聲，大會亦展示與遊行示威相關的相片，回顧過去6個月的抗爭歷程及向政府重申訴求。另外集會現場附近有防暴警員戒備，並有數部警車停泊在中環國際金融中心一帶。

### 念佛回向香港人法會
一群佛教居士在中環愛丁堡廣場自發舉辦「一九年年終念佛回向香港人法會」，為港人祈求平安。參與者跪在軟墊上念《阿彌陀經》及《藥師經》。法會主要舉辦人表示，6個月的反修例風波，造成很多人受傷甚至死亡，大眾活於驚慌環境中，冀透過念佛回向予港人，令死者可往生，在生者離苦得樂，大眾可愉快生活，又稱社會需要有民主自由才可生活得安樂。

### 上水和你Shop
繼大批示威者28日在上水與警員發生肢體衝突後，有網民再度發起下午到上水廣場抗議水貨客擾民問題。大批防暴警察在連接商場和上水站的天橋戒備，期間天橋上一名穿深色上衣的少年被截查，警察搜查他的隨身物品，見到有防毒面具後進行問話。警察要求少年致電父母，警察之後護送他到港鐵站，要求他回家。

### 《人民日報》旗下《環球人物》評選香港警察為年度人物
《人民日報》旗下雜誌《環球人物》選出香港警察為年度人物，文中讚揚香港警察在反修例運動中「秉持正直誠實、尊重市民、承擔責任的原則，表現專業和克制，堅忍冷靜。」外交部駐港特派員公署後在社交網站專頁提到該則消息，指雜誌將香港警察選為2019年度人物，向他們的精神致敬。

### 楊潤雄取消校長資格論
教育局局長楊潤雄在中國內地接受訪問時，被問及教育局如何看待學校校長支持因反修例運動被捕的教師。楊潤雄稱倘教育局認為校長不能勝任，可取消其校長資格。教育界立法會議員葉建源認為楊潤雄的言論製造白色恐怖。教育局回應指有責任跟進個別教師的違法行為。有中學校長認為局方把校長當成社會出現暴力事件的代罪羔羊。

## 30日

### 江永祥回應元朗襲擊事件
香港有線電視播出警察公共關係科高級警司江永祥訪問，期間江談到警察見到危險，逃走不是一個選擇，記者問他為何7月21日元朗襲擊事件最先到場的2名軍裝警掉頭就走，江永祥回應指「我唔會叫當時情況係逃走，因為大家可能要張畫面拉闊些，係…由一班人…帶一班示威者入元朗…牽引成件事」，又指他們「有辦到事，他們將相關資訊交給他們上級」，與立法會議員何君堯對林卓廷指控類似。事件中被白衣人毆打受傷的立法會議員林卓廷批評江永祥公然散播謊言、扭曲歷史，指控荒謬而且毫無根據，淪為「何君堯應聲蟲」，又說事件若真如此，自己為何還沒被捕。
當天下午警方記者會，江永祥說自己言論僅是個人觀察，不代表警隊結論，之後記者追問是根據甚麼畫面觀察，警察公共關係科總警司郭嘉銓代他表示無補充。

### 痛心疾首追悼會
有市民發起於下午5時至晚上8時半，在中環愛丁堡廣場舉行「中環痛心疾首追悼會」，紀念在衝突中被捕、受傷或死亡的反修例人士，大會呼籲參加者自備鮮花及絲帶。在場大部分參加者戴上黑色口罩或戴上用白花製成的胸章，亦有人在黑色紙上寫上心聲，以及用彩色紙鶴砌成心形以示哀悼。

## 31日

### 林鄭月娥發佈短片承認責無旁貸及到警察總部打氣
特首林鄭月娥與財政司司長陳茂波、勞工及福利局局長羅致光和運輸及房屋局局長陳帆參與拍攝短片，指香港經歷了前所未有的嚴峻挑戰，因反修例運動而引起的社會動盪持續了超過半年，作為特首的她責無旁貸，她會為社會尋找出路，過程中會堅守一國兩制和維護法治，她承認制度上的不足和社會多年來累積的深層次矛盾，並寄望新一年社會早日復和，重新出發。同日，林鄭月娥到灣仔警察總部了解警隊後勤支援服務及警察公共關係科的工作，並為前線人員打氣，又說「相信正義永遠站在我們一方」。

### 除夕和你Lunch
下午1時，有網民發起「葵涌除夕Lunch和你Sing」、「中環和你Lunch」及「長沙灣x荔枝角 和你Lunch」集會，並呼籲示威者自備口罩及標語到場。其中，中環交易廣場對開的行人天橋，有二十多名示威者手持標語及高叫口號。至下午約1時半，長沙灣約60名示威者於行人路嗌口號，防暴警察要求示威者離開。

### 除夕和你Shop
有網民發起除夕夜在多個商場的「和你shop」示威，包括銅鑼灣時代廣場、尖沙咀海港城、以及西九圓方。晚上6時半後，已有少量戴上口罩的黑衣人在時代廣場內聚集，其後在各樓層遊走。晚上7時許，警員在海港城內截查多名年輕人，其後在場戒備，附近有店舖落閘。晚上8時許，一批防暴警察在時代廣場地下戒備，並截查多人，又檢查其隨行物品。其後，防暴警察在場拉起封鎖線，部份人獲放行。

### 除夕Suck the eve
有人發起「SUCK THE EVE」，計劃在晚上10時在維港兩岸、西九文化區及蘭桂芳倒數。一批防暴警已在銅鑼灣及尖沙咀一帶巡邏及戒備，而在蘭桂坊附近亦早已擺放水馬及雪糕筒，以分隔車路及行人路。期間在尖沙咀海旁，有巿民在2019年最後10秒倒數，大叫10、9後，以抗爭口號代替最後八秒和「Happy New Year」。於登打士街及咸美頓街一段的彌敦道，有示威者放煙花慶祝新一年的來臨。

### 除夕人鏈之路
晚上有市民在不同地點組人鏈及叫口號，爭取訴求。在屯門，過百名市民響應網上號召，築成「除夕之路」。人鏈由大會堂起，一直延伸至屯門時代廣場外，有警車在附近戒備。沙田大圍港鐵站外長長人鏈，有人舉起五隻手指，代表爭取訴求。而在觀塘，人鏈沿觀塘道排開，期間有人亮起手機燈。在尖沙咀，大批市民站在彌敦道行人路，沿彌敦道一字排開。有市民身穿黑衣、帶上口罩，高叫口號。有市民稱，再次築人鏈，希望提醒其他人反修例運動未完結。

### 太子站襲擊事件四個月悼念活動

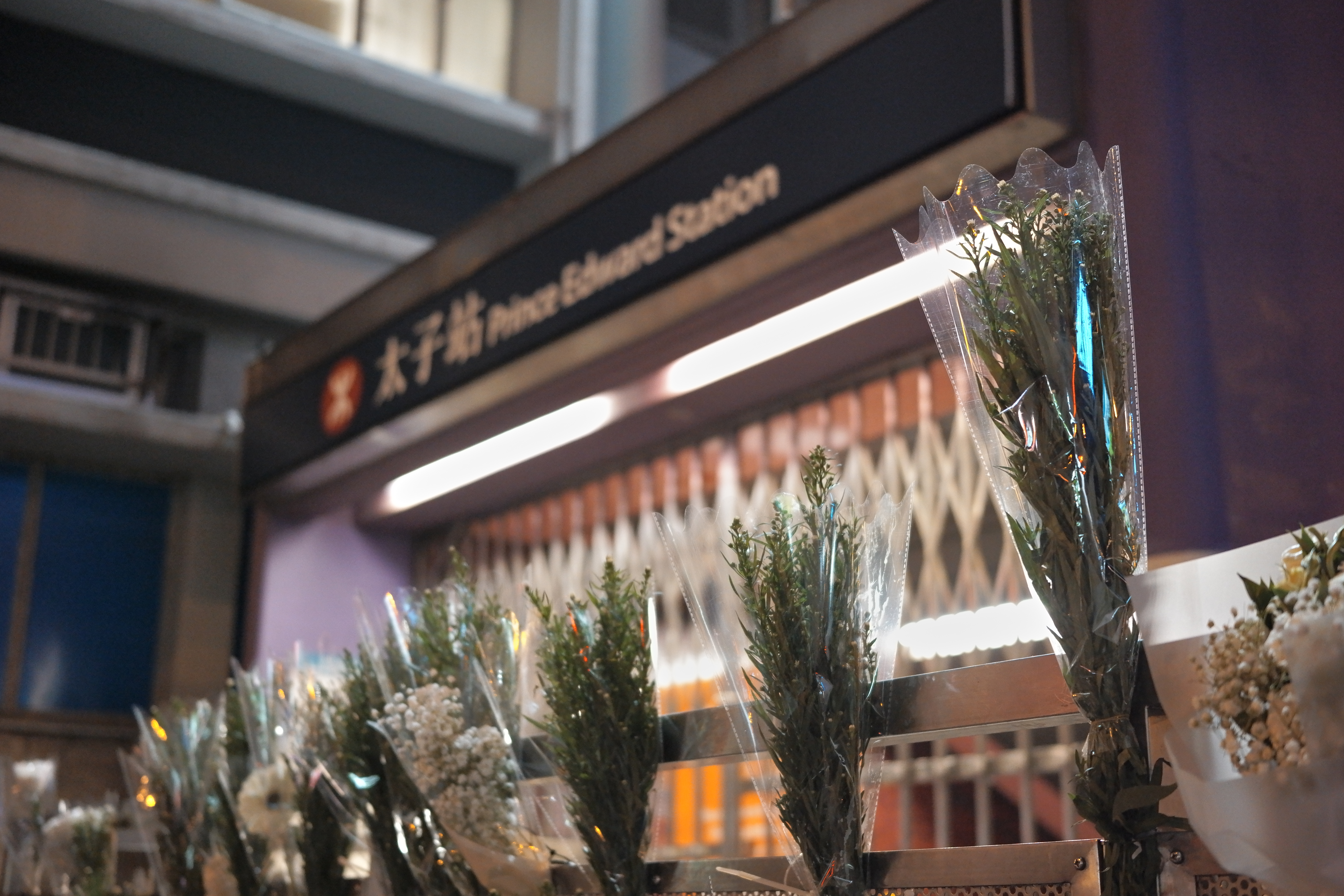
有人在太子站外欄杆放置鮮花

太子站襲擊事件事件四個月，有網民到太子站聚集。防暴警察多次出動驅散並制服多人，警方晚上出動水炮車，驅散聚集在旺角的人。不少市民傍晚開始聚集在港鐵太子站B1出口，大批防暴警員突然衝出，驅趕在場人士並制服多人，押到一邊搜身。防暴警察撤離後，市民並未散去，繼續在站外及對面馬路聚集。有人在站外欄杆放置鮮花，警員多次出動將花拿走並放進垃圾袋，引起在場人士不滿。到晚上11時許，警方出動一部水炮車及兩部銳武裝甲車，驅散在彌敦道聚集的人。

### 習近平發表新年賀詞
中共中央總書記兼中國國家主席習近平在晚上7時透過《新聞聯播》發表新年賀詞，提到香港局勢時表示：
|  | 近几个月来，香港局势牵动着大家的心。沒有和諧穩定的環境，怎會有安居樂業的家園！真誠希望香港好、香港同胞好，香港繁榮穩定是香港同胞的心願，也是祖國人民的期盼。 |